# Tuttlingen
Tuttlingen ist eine Mittelstadt im Süden Baden-Württembergs. Sie ist die Kreisstadt und größte Stadt des Landkreises Tuttlingen sowie ein Mittelzentrum innerhalb der Region Schwarzwald-Baar-Heuberg, zu dessen Mittelbereich alle 36 Städte und Gemeinden des Landkreises gehören. Seit dem 1. April 1956 ist Tuttlingen eine Große Kreisstadt, seit dem 1. Oktober 2022 ist der Ortsteil Möhringen an der Donau Luftkurort.
Aufgrund zahlreicher Medizintechnikunternehmen bezeichnet sich Tuttlingen als „Weltzentrum der Medizintechnik“.

## Geografie

### Geografische Lage

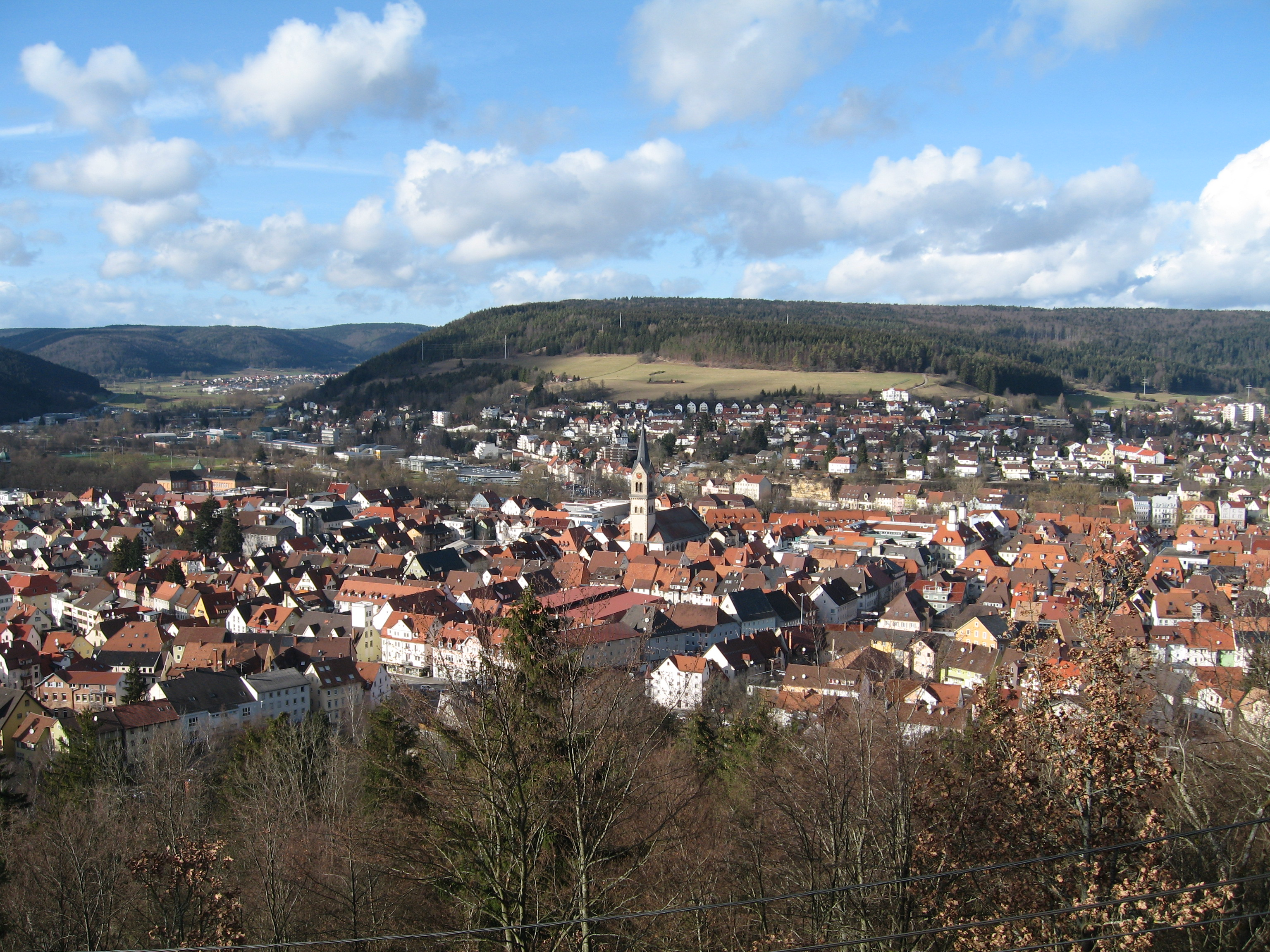
Stadtansicht vom Honberg mit der gleichnamigen Burg

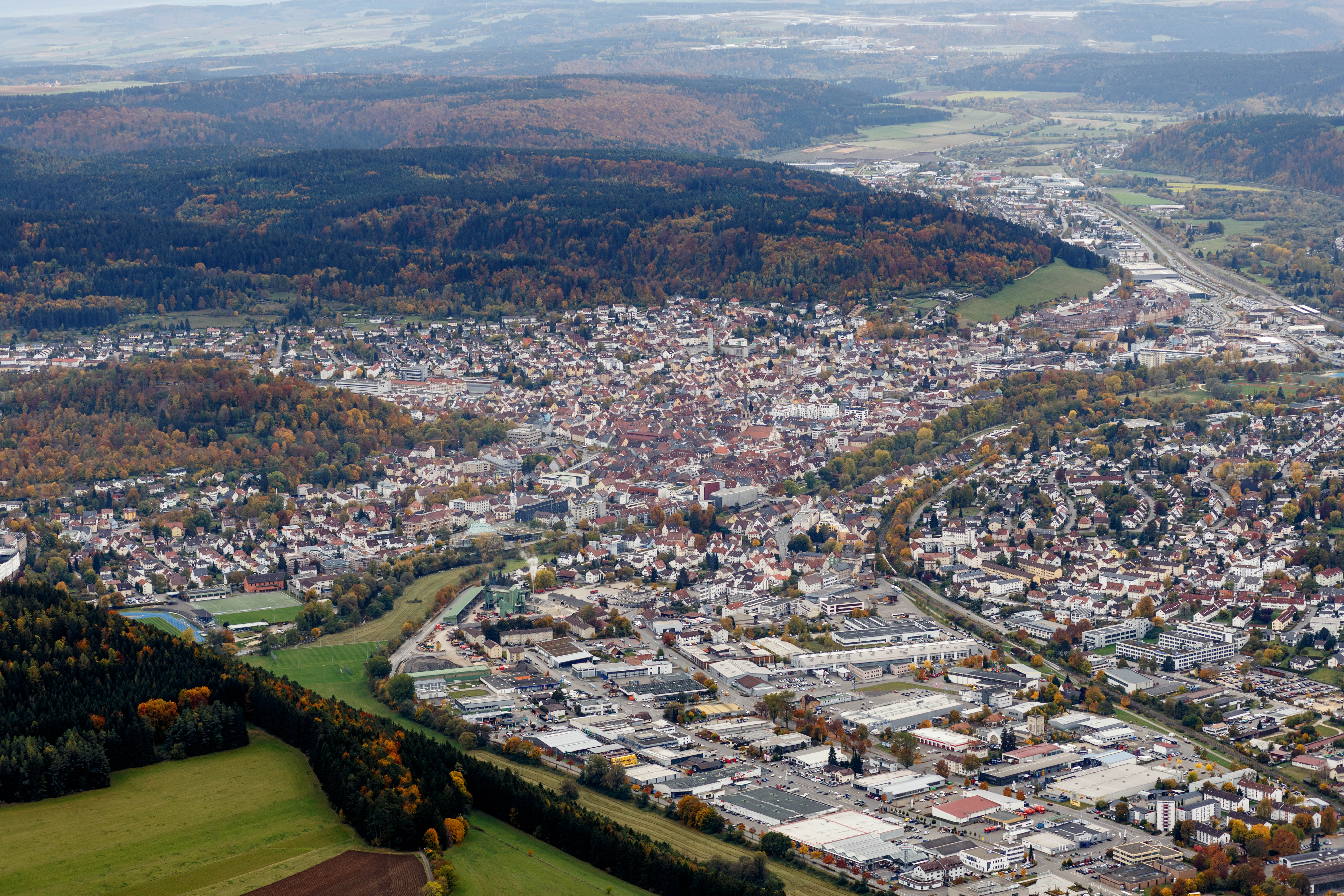
Luftbild Tuttlingen entlang der Oberen Donau (Oktober 2020)

Tuttlingen liegt im Tal der Oberen Donau beidseits des noch jungen Flusses.
Die nächste größere Stadt Villingen-Schwenningen liegt etwa 30 Kilometer nordwestlich.

### Siedlungsgeografie
Die Stadt wurde am Fuß des Honbergs erbaut. Das ist ein Umlaufberg der Urdonau, die sich hier durch die Kalksteinformationen ihren Weg bahnte. Heute schließt die Stadt den Berg vollkommen ein.
Die Festung Honberg wurde im Jahr 1645 von den Tuttlingern selbst vollständig zerstört. Heute ist die wieder errichtete Burg mit ihren zwei charakteristischen Türmen das Wahrzeichen der Stadt.
Der höchste Punkt Tuttlingens befindet sich im Ortsteil Eßlingen mit 927,4 m ü. NHN, der niedrigste auf der Gemarkung Nendingen mit 633,7 m.

### Nachbargemeinden
Folgende Städte und Gemeinden grenzen an die Stadt Tuttlingen. Sie werden im Uhrzeigersinn beginnend im Nordosten genannt:
Mühlheim, Fridingen, Neuhausen ob Eck, Emmingen-Liptingen, Immendingen, Talheim, Seitingen-Oberflacht, Wurmlingen (alle Landkreis Tuttlingen).

### Stadtgliederung

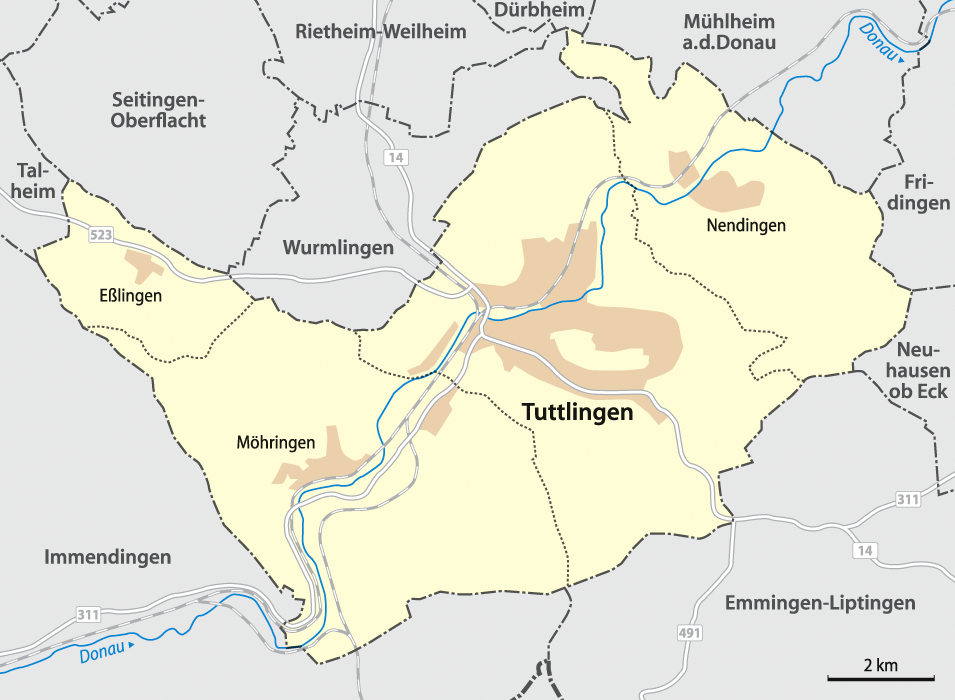
Stadtgliederung und Nachbargemeinden

Das Stadtgebiet besteht aus der Kernstadt und der im Rahmen der Gemeindereform der 1970er Jahre eingegliederten Stadt Möhringen und den ehemals selbständigen Gemeinden Nendingen und Eßlingen.
Die eingemeindeten Stadtteile sind zugleich Ortschaften im Sinne von § 67ff der Gemeindeordnung, das heißt, sie haben jeweils einen von den Wahlberechtigten bei Kommunalwahlen direkt zu wählenden Ortschaftsrat mit einem Ortsvorsteher als Vorsitzenden.
Zu einigen Stadtteilen gehören weitere räumlich getrennte Wohnplätze mit eigenen Namen, die oft sehr wenige Einwohner haben oder Wohngebiete mit eigenen Namen, deren Bezeichnung sich im Laufe der Bebauung ergeben haben und deren Grenzen meist nicht genau festgelegt sind. Im Einzelnen handelt es sich dabei um folgende Gebiete:
- zur Kernstadt: Aichhalder Hof, Äußerer Talhof, Bleiche, Gallertalhof, Innerer Talhof, Koppenland, Lohhof, Ludwigstal, Maiental, Papiermühle, Wenigsbronner Hof, Württemberger Hof
- zu Möhringen: Brunnerhof, Engelberthof, Lindenhof, Möhringen-Vorstadt
- zu Nendingen: Altental, Neumühle

### Schutzgebiete
Im Krähenbachtal nördlich von Möhringen liegt das Naturschutzgebiet Bächetal.
In Tuttlingen gibt es mit den Gebieten Mühlberg, Witthohstraße mit angrenzenden Wiesen, Honberg, Bergwiesengewand Haldenlang, Altental-Rottweiler Tal, Altwasser bei der Bleiche, Ursental mit unterem Bräunisberg und Witthoh zwischen Lohhof, Württembergerhof und Aichhalderhof, soweit nicht bewaldet, insgesamt acht Landschaftsschutzgebiete.
Daneben hat Tuttlingen Anteil an den FFH-Gebieten Großer Heuberg und Donautal, Nördliche Baaralb und Donau bei Immendingen und Hegaualb. Im Ursental hat die Stadt zudem einen kleinen Anteil am Vogelschutzgebiet Südwestalb und Oberes Donautal.
Tuttlingen gehört außerdem zum Naturpark Obere Donau.

## Geschichte

### Antike

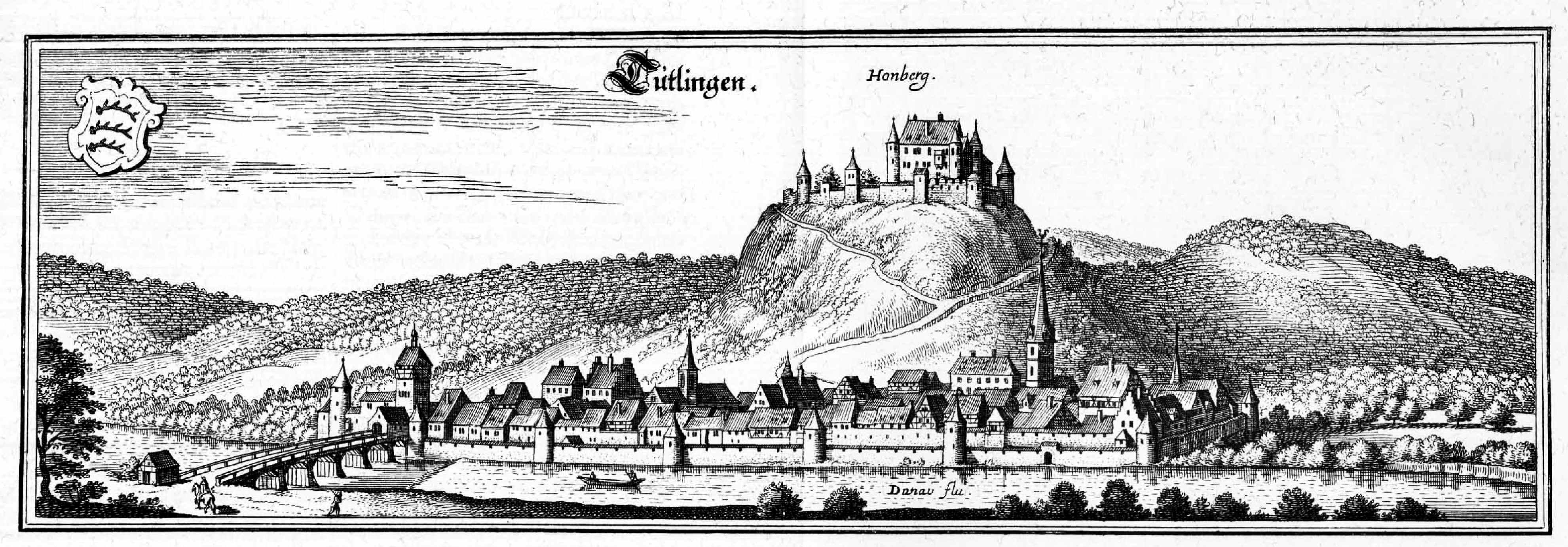
Kupferstich der Tuttlinger Stadtansicht 1643

Frühgeschichtlich lag der Landstrich um Tuttlingen vermutlich im Siedlungsgebiet der keltischen Tulinger, welche ab dem Jahre 15 v. Chr. vom Römischen Reich unterworfen und romanisiert wurden. Als Teil der späteren römischen Provinz Obergermanien lag der Landstrich bis ungefähr 95 n. Chr. am Obergermanisch-Raetischen Limes auf der Donausüdstraße (via iuxta Danuvium). Auf dem Gebiet der heutigen Tuttlinger Altstadt befand sich zu dieser Zeit vermutlich ein Kastell. Wegen der heutzutage dichten Besiedlung des Gebiets wurde von Ausgrabungen bisher abgesehen, sodass recht wenig über das Tuttlinger Kastell bekannt ist. Nach dem Rückzug der römischen Legionen besiedelten im Zuge der Völkerwanderung germanische Stämme wie die Sueben und/oder Alamannen das hiesige Gebiet.

### Mittelalter
Im Mittelalter wurde Tuttlingen erstmals 797 urkundlich erwähnt und gehörte kurze Zeit später zum Kloster Reichenau. Der Ort erhielt vor 1338 das Stadtrecht und gehörte seit 1376/77 zur Grafschaft Württemberg, wurde jedoch mehrmals verpfändet, so von 1381 bis 1420 an die Grafen von Lupfen und 1434 bis 1444 an die Herren von Zimmern.
Mit dem Bau der Festungsanlage auf dem Honberg wurde Tuttlingen von Eberhard im Bart um 1460 zu einer Grenzfestung ersten Ranges ausgebaut.

### Frühe Neuzeit

Plan der nach 1803 rechtwinklig angelegten Stadt, 1878

Als befestigter südlicher Außenposten Württembergs war es im Dreißigjährigen Krieg stets umkämpft. Hauptereignis war am 24. November 1643 die Schlacht bei Tuttlingen, bei der die gesamte französische Armee von den vereinigten kaiserlich-bayerischen Truppen unter Melchior Graf von Hatzfeldt, Franz von Mercy und Johann von Werth aufgerieben wurde.
1703 überquerte eine rund 35.000 Mann starke französische Armee während des Spanischen Erbfolgekrieges unter Marschall Villars erneut den Rhein, nahm die Festung Kehl ein und wandte sich schließlich gegen das Kinzigtal. Hier standen gerade einmal 4000 Verteidiger des schwäbischen Reichskreises unter dem Kommando Prosper Ferdinands von Fürstenberg-Stühlingen. Dieser erkannte die aussichtslose Lage und konnte sich mit Glück nach Wolfach zurückziehen. Gengenbach, Zell am Harmersbach und Haslach wurde von den Franzosen eingenommen, Hausach dem Erdboden gleichgemacht. Die Wolfacher hingegen hatten Glück. Villars ließ seine Armee nach einigem Zögern in südlicher Richtung durch das Gutachtal nach Villingen abmarschieren. Dort misslang ihm am 4. und 5. Mai ein Handstreich auf die nur unzulänglich befestigte Stadt. Am 12. Mai traf er in Tuttlingen mit den bayerischen Truppen unter Kurfürst Maximilian II. Emanuel zusammen. Noch im selben Jahr schlugen sie gemeinsam die kaiserlichen Truppen in der Ersten Schlacht von Höchstädt.
Tuttlingen war schon früh Sitz eines Obervogteiamtes und wurde 1755 Sitz eines württembergischen Oberamtes, das im Laufe seiner Geschichte mehrmals verändert wurde.

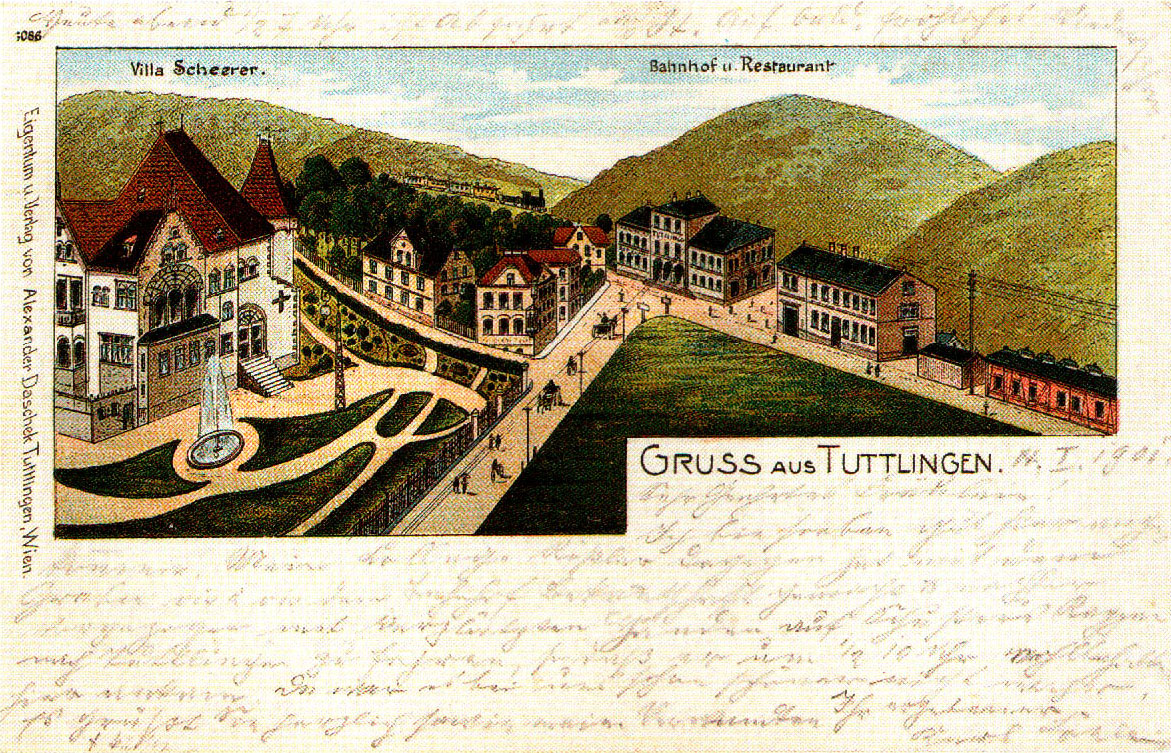
Tuttlingens erster Bahnhof, hier um 1900

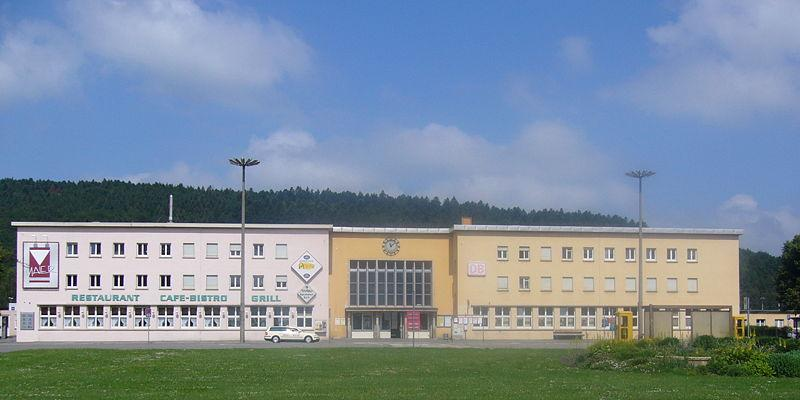
Der Bahnhofsneubau von 1933, der 1945 schwer beschädigt wurde

Beim Tuttlinger Stadtbrand brannte die Stadt am 1. November 1803 innerhalb der Stadtmauern vollständig ab. Die Stadt wurde ab 1804 nach einem Plan des Landbaumeisters Carl Leonard von Uber mit klassizistisch rechtwinkligen Straßen und quadratisch angelegten Häuserquartieren neu erbaut.

### Tuttlingen nach dem Stadtbrand 1803
Durch die Rheinbundakte vom 12. Juli 1806 fiel Tuttlingen zusammen mit dem Teil des Oberamts Tuttlingen auf der rechten Seite der Donau an das Großherzogtum Baden. Dieses Gebiet wurde jedoch noch im Oktober desselben Jahres über den Tausch- und Epurationsvertrag wieder dem Königreich Württemberg angegliedert und gemäß der verfügten Verwaltungsgliederung als Sitz des Oberamts Tuttlingen bestätigt. 1830 wurden die beiden württembergischen Exklaven innerhalb Badens, Bruderhof (267 ha) und Hohentwiel (116 ha), der Tuttlinger Stadtflur zugeordnet und gehörten ab 1851 als Teilgemeinden zur Stadt Tuttlingen. Dieser Zustand blieb bis Ende 1968 erhalten (siehe hierzu Württembergische Exklaven). Für die spätere industrielle Entwicklung hatte der Anschluss der Stadt an das Streckennetz der Württembergischen Eisenbahn 1869 entscheidende Bedeutung. Der damalige Tuttlinger Bahnhof wurde 1933 durch einen Neubau ersetzt.
Während der NS-Zeit in Württemberg wurde das Oberamt Tuttlingen 1934 in Kreis Tuttlingen umbenannt. 1938 wurde der Kreis in den Landkreis Tuttlingen überführt, welcher um den aufgelösten Kreis Spaichingen vergrößert wurde. Während des Zweiten Weltkriegs befanden sich in Tuttlingen Kriegsgefangenenlager und Zwangsarbeiterlager, in denen Arbeitskräfte, die der Industrie vor Ort zwangszugewiesen waren, untergebracht worden waren. Im Februar und März 1945 erlebte Tuttlingen insgesamt fünf Luftangriffe, von denen vier überwiegend dem Bahnhof galten. Am 21. April 1945 besetzten Teile der französischen 1. Armee die Stadt. Damit wurde Tuttlingen Teil der Französischen Besatzungszone. Eisenbahnbrücken wurden gesprengt und bis 1952 war das Kriegsgefangenenlager „Mühlau“, das „Dépôt de transit N°2“, für Hunderttausende deutsche Kriegsgefangene Durchgangs- und Entlassungslager der französischen Besatzungszone. Heute stehen auf diesem Gelände das Immanuel-Kant-Gymnasium und das Otto-Hahn-Gymnasium.

### Tuttlingen nach dem Zweiten Weltkrieg
1947 kam Tuttlingen zum Land Württemberg-Hohenzollern, 1952 zum neu gegründeten Bundesland Baden-Württemberg und dort in den Regierungsbezirk Südwürttemberg-Hohenzollern.

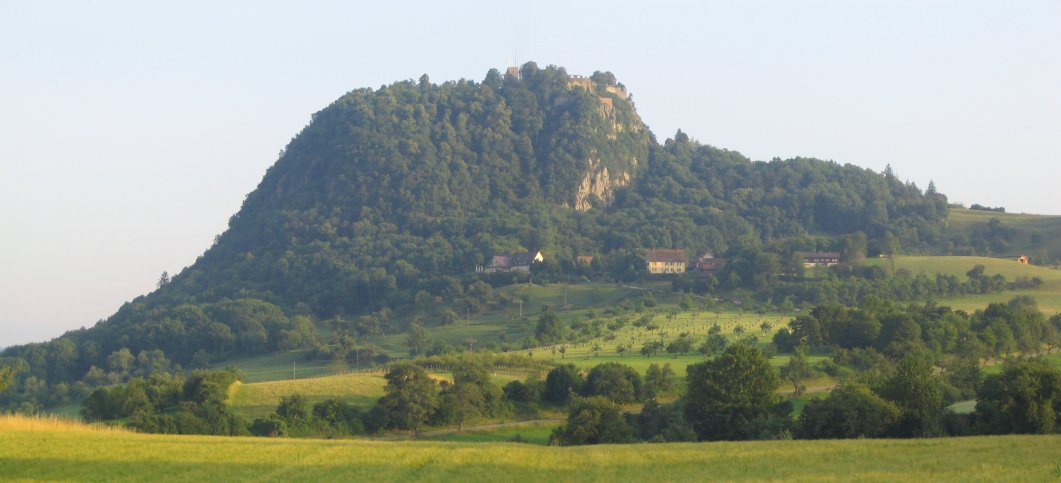
Der Hohentwiel, bis 1969 eine Tuttlinger Exklave, gehört heute zu Singen

Bereits 1949 hatte die Einwohnerzahl die 20.000 überschritten. Daher erklärte man schon mit Inkrafttreten der baden-württembergischen Gemeindeordnung am 1. April 1956 Tuttlingen zur Großen Kreisstadt. Die beiden Tuttlinger Exklaven Bruderhof und Hohentwiel sind 1967 bzw. Anfang 1969 in die Stadt Singen (Hohentwiel) eingegliedert worden. Bei der Kreisreform 1973 erhielt der Landkreis Tuttlingen seine heutige Ausdehnung, was die Einwohnerzahl um ein Drittel und die Fläche auf das Dreifache steigen ließ – gleichzeitig wurde der Landkreis nun dem Regierungsbezirk Freiburg zugeordnet.

### Geschichte der Stadtteile

Ansicht des Tuttlinger Stadtteils Möhringen

Möhringen wurde 786 als Mereingen erstmals erwähnt. Um 973 kam der Ort an die Reichenau, welche ihn an verschiedene Adelsgeschlechter verliehen. Im 13. Jahrhundert war Möhringen Sitz eines Vogteiamtes der Reichenau. Um 1300 wurde Möhringen vermutlich von Heinrich von Klingenberg, Bischof von Konstanz, zur Stadt erhoben. Im 15. Jahrhundert ging die Gerichtsbarkeit auch auf die Klingenberg über, welche die Stadt 1527 mit den Dörfern Eßlingen und Ippingen an die Fürstenberger verkauften. 1806 kam Möhringen an Baden und gehörte zunächst zum Oberamt Möhringen, ab 1813 zum Amt Engen, ab 1824 erneut zum Amt Möhringen, ab 1844 erneut zum Amt Engen und nach dessen Auflösung 1936 zum Bezirksamt Donaueschingen, aus dem 1939 der Landkreis Donaueschingen hervorging. Mit der Eingemeindung in die Stadt Tuttlingen am 1. Januar 1973 kam Möhringen zum Landkreis Tuttlingen. Möhringen hat seit 1980 den Titel „Staatlich anerkannter Luftkurort“.
Nendingen wurde 1092 erstmals erwähnt, doch wurde der Ort wohl wesentlich früher gegründet. Er war im Besitz der Grafen von Nellenburg, die ihn an die Hirscheck-Konzenberg, diese an die von Wartenberg weitergaben. Schließlich kam er über die Grafen von Zollern an die Herrschaft von Weitingen. 1411 war Nendingen Teil der Herrschaft Mühlheim, doch hatten zahlreiche Klöster Besitz im Ort. Mit Mühlheim kam Nendingen 1805 an Württemberg und wurde dem Oberamt Tuttlingen zugeordnet.

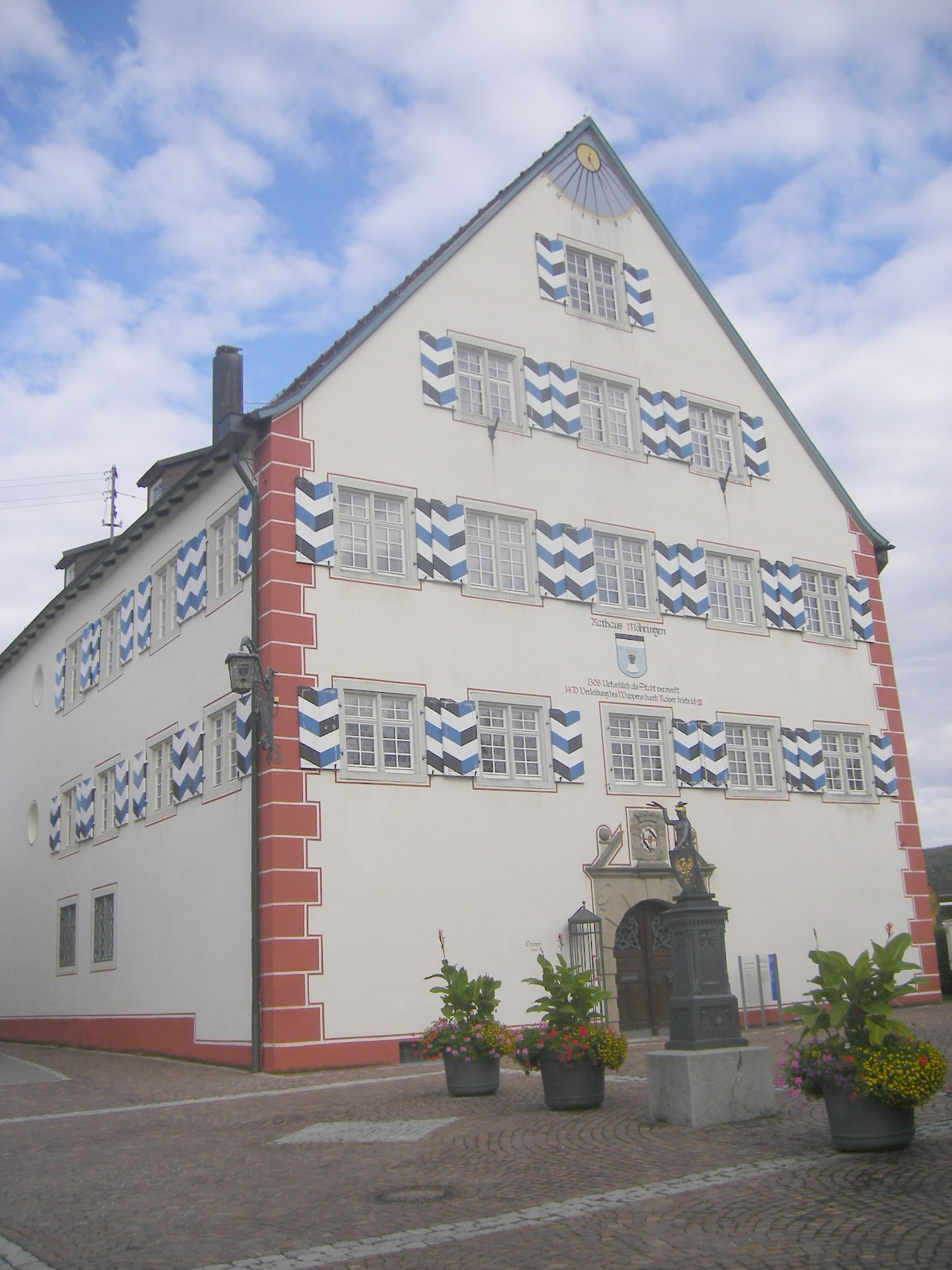
Rathaus der ehemals selbständigen Stadt Möhringen an der Donau

Eßlingen wurde 1225 als „Esselingen“ erstmals erwähnt. Als Bestandteil der Herrschaft Möhringen gelangte der Ort im 16. Jahrhundert an das Fürstentum Fürstenberg und kam 1806 an Baden. Zunächst gehörte Eßlingen zum Oberamt Möhringen, ab 1813 zum Amt Engen, ab 1824 erneut zum Amt Möhringen, ab 1844 erneut zum Amt Engen und ab 1849 zum Amt bzw. Bezirksamt Donaueschingen, aus dem 1939 der Landkreis Donaueschingen hervorging. Mit der Eingemeindung in die Stadt Tuttlingen am 1. Juni 1972 kam der Ort zum Landkreis Tuttlingen.

### Eingemeindungen
In die Stadt Tuttlingen wurden folgende Gemeinden eingegliedert:
- 1. Juni 1972: Eßlingen[10]
- 1. Januar 1973: Stadt Möhringen und Nendingen[10]

Die Stadt Möhringen und die Gemeinde Eßlingen gehörten vor der Eingemeindung zum Landkreis Donaueschingen.

### Einwohnerentwicklung
Einwohnerzahlen nach dem jeweiligen Gebietsstand. Die Zahlen sind Volkszählungsergebnisse (¹) oder amtliche Fortschreibungen der jeweiligen Statistischen Ämter (nur Hauptwohnsitze).
| Jahr                 | Einwohner |
| -------------------- | --------- |
| 1622                 | 1.560     |
| 1739                 | 1.960     |
| 1803                 | 3.560     |
| 1849                 | 6.066     |
| 1861                 | 6.397     |
| 1. Dezember 1871     | 7.181     |
| 1. Dezember 1880 ¹   | 8.313     |
| 1. Dezember 1900 ¹   | 13.530    |
| 1. Dezember 1910 ¹   | 15.862    |
| 16. Juni 1925 ¹      | 16.281    |
| 16. Juni 1933 ¹      | 17.225    |
| 17. Mai 1939 ¹       | 18.010    |
| 13. September 1950 ¹ | 21.271    |
| 6. Juni 1961 ¹       | 24.874    |

| Jahr              | Einwohner |
| ----------------- | --------- |
| 27. Mai 1970 ¹    | 26.353    |
| 31. Dezember 1975 | 32.342    |
| 31. Dezember 1980 | 31.531    |
| 25. Mai 1987 ¹    | 31.620    |
| 31. Dezember 1990 | 33.543    |
| 31. Dezember 1995 | 34.983    |
| 31. Dezember 2000 | 34.707    |
| 31. Dezember 2005 | 34.886    |
| 31. Dezember 2010 | 34.282    |
| 31. Dezember 2015 | 34.586    |
| 31. Dezember 2020 | 36.507    |

¹ Volkszählungsergebnis

## Religion

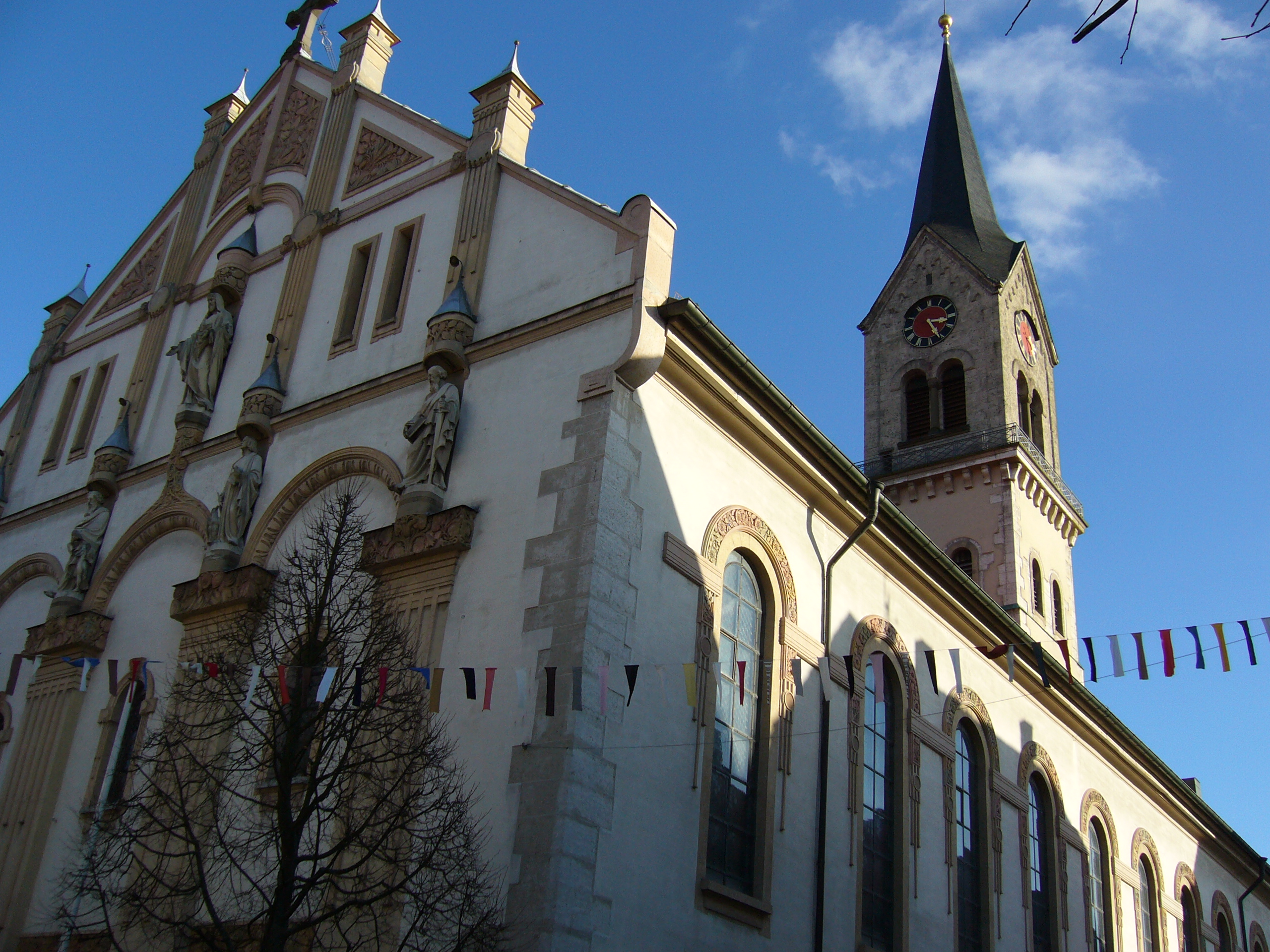
Evangelische Stadtkirche St. Peter und Paul mit Jugendstilfassade vom Anfang des 20. Jahrhunderts

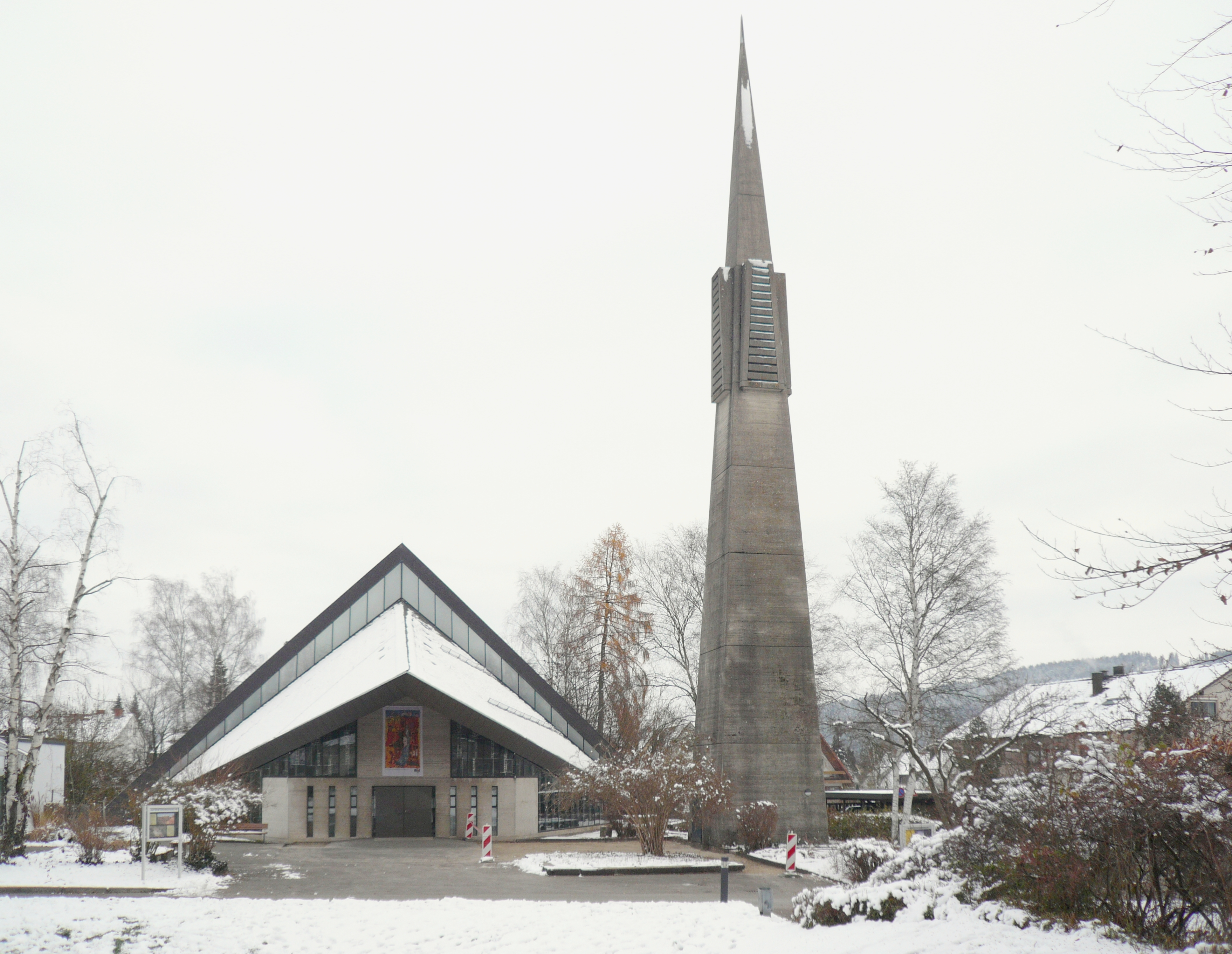
Die evangelische Auferstehungskirche im Norden der Stadt

### Vor der Reformation
Tuttlingen gehörte zunächst zum Bistum Konstanz und war dem Archidiakonat „ante nemus“ (Kapitel Meßkirch) zugeordnet.

### Evangelische Kirche
Infolge der Zugehörigkeit zum Herzogtum Württemberg wurde hier, wie im übrigen Württemberg, ab 1535 im Auftrag von Herzog Ulrich durch Ambrosius Blarer die Reformation eingeführt. Danach war Tuttlingen über viele Jahrhunderte eine überwiegend protestantische Stadt. Sie wurde auch bald Sitz eines Dekanats (siehe Kirchenbezirk Tuttlingen) innerhalb der Evangelischen Landeskirche in Württemberg. Die evangelische Hauptkirche ist die Stadtkirche St. Peter und Paul (auch: Stadtkirche), ursprünglich eine kleine Kapelle, die mehrmals erweitert wurde und nach der Reformation Pfarrkirche wurde. Die Vorgängerpfarrkirche war die Martinskirche, die bei der bäuerlichen Vorgängersiedlung Tuttlingens, vor der Stadt, lag. Sie wurde bei der Schlacht von Tuttlingen 1643 zerstört und 1862 durch eine kleine Kapelle ersetzt. Die Stadtkirche brannte beim Stadtbrand 1803 ab und wurde danach wieder aufgebaut. Als die Gemeinde durch Zuzug stark anwuchs, wurden 1958 die Martinskirche, 1966 die Auferstehungskirche und 1986 noch die Versöhnungskirche im Wohngebiet Lohmehlen gebaut. Das Gebäude der Martinskirche soll in nächster Zeit aufgegeben und verkauft werden.
Die Stadtteile Tuttlingens blieben infolge der Zugehörigkeit zu Fürstenberg bzw. zur Johanniterkommende Villingen überwiegend katholisch. Doch gibt es dort heute auch protestantische Gemeindeglieder. Im Stadtteil Eßlingen gehörten sie zunächst zur Kirchengemeinde Öfingen (Evangelische Landeskirche in Baden), wurden jedoch 1977 in die Kirchengemeinde Talheim (Württemberg) umgepfarrt. Die Möhringer Protestanten gehörten zunächst zur Pfarrei Immendingen, doch gibt es seit 1952 eine eigene Kirche, die mittlerweile zur Kirchengemeinde Tuttlingen gehört. Die Nendinger Protestanten gehörten bis 2010 zur Kirchengemeinde Mühlheim, ab dem 1. Januar 2011 wurden sie in die Stadtkirche Tuttlingen integriert. In Nendingen gibt es seit 1970 eine eigene Kirche „Krippe Christi“. Seit der Zuordnung der Eßlinger Protestanten zur Pfarrei Talheim gehören alle evangelischen Einwohner im Stadtgebiet Tuttlingen zur Evangelischen Landeskirche in Württemberg.

### Katholische Kirche
Im 19. Jahrhundert zogen auch wieder Katholiken nach Tuttlingen. 1868 bis 1872 wurde die katholische Kirche St. Gallus gebaut, die 1873 zur Pfarrei erhoben wurde. Nach dem Bau der Kirche Maria Königin 1961 wurde dort 1965 eine zweite Pfarrei errichtet.
In Nendingen wurde die dortige katholische Kirche seit 1366 von der Johanniterkommende Villingen unterhalten. Anstelle der alten Kirche wurde die heutige Kirche St. Peter und St. Jakobus 1755 neu erbaut. Der Turm wurde erst 1863 ergänzt. Die Gemeinden in Nendingen und die beiden Tuttlinger katholischen Gemeinden gehören zum Dekanat Tuttlingen-Spaichingen der Diözese Rottenburg-Stuttgart.
Die katholischen Gemeinden in Eßlingen und Möhringen gehören jedoch zum Dekanat Donaueschingen des Erzbistums Freiburg, weil beide Gemeinden ab 1806 zu Baden gehörten. Die Eßlinger Kirche St. Jakob der Ältere und Andreas wurde 1494 erbaut und 1854 vergrößert. Die Kirche St. Andreas in Möhringen wurde Ende des 16. Jahrhunderts erbaut, doch gab es zuvor bereits eine Kirche. Der Turm wurde 1934 angefügt.

### Christliche Freikirchen
Neben den beiden großen Kirchen gibt es in Tuttlingen auch Freikirchen, darunter die Evangelisch-methodistische Kirche (Immanuelskirche). Auch die Neuapostolische Kirche und die Zeugen Jehovas sind vertreten.

### Muslime
Vor allem durch jüngere Einwanderung kam der Islam nach Tuttlingen, sodass es heute drei muslimische Gemeinden, die Merkez Camii der türkischen Religionsbehörde, eine bosnische muslimische Gemeinde und eine albanischsprachige Gemeinde mit Moschee gibt.

### Konfessionsstatistik
Gemäß dem Zensus 2011 waren im Jahr 2011 36,8 % der Einwohner römisch-katholisch, 27,6 % evangelisch und 35,6 % waren konfessionslos, gehörten einer anderen Glaubensgemeinschaft an oder machten keine Angabe. Der Anteil der evangelischen und katholischen Kirchenmitglieder an der Gesamtbevölkerung ist seitdem gesunken. Die Tuttlinger Bevölkerung gehörte März 2024 zu 26,5 % der katholischen und zu 18,0 % der evangelischen Kirche an. 55,5 % der Bevölkerung gehörten anderen oder keinen Glaubensgemeinschaften an.

## Politik

### Gemeinderat
Der Gemeinderat Tuttlingen wurde bis 2019 mittels unechter Teilortswahl gewählt. Dabei konnte sich die Zahl der Gemeinderäte durch Überhangmandate verändern. 2023 wurde dieses System abgeschafft. Seither besteht der Gemeinderat aus 32 Personen und dem Bürgermeister als Vorsitzendem. Der Bürgermeister ist im Gemeinderat stimmberechtigt.
In den Stadtteilen Eßlingen, Möhringen und Nendingen ist jeweils ein Ortschaftsrat mitsamt einem ehrenamtlichen Ortsvorsteher eingerichtet. Die jeweiligen Mitgliederzahlen betragen im:
- Ortschaftsrat Eßlingen 7
- Ortschaftsrat Möhringen 11
- Ortschaftsrat Nendingen 11.

Die Kommunalwahl am 9. Juni 2024 führte zu folgendem Endergebnis (mit Vergleichszahlen der Wahl 2019):
| Parteien und Wählergemeinschaften | Parteien und Wählergemeinschaften           | % 2024  | Sitze 2024 | % 2019 | Sitze 2019 | Kommunalwahl 2024 %403020100 32,42 %21,69 %16,12 %12,47 %6,87 %n. k. %2,46 %7,97 % CDULBUFWSPDFDPTATLAfDGewinne und Verlusteim Vergleich zu 2019 %p 8 6 4 2 0 −2 −4+0,92 %p−3,91 %p+4,12 %p−3,43 %p−1,93 %p−3,3 %p+0,76 %p+6,57 %pCDULBUFWSPDFDPTATLAfD |
| CDU                               | Christlich Demokratische Union Deutschlands | 32,42   | 10         | 31,5   | 12         | Kommunalwahl 2024 %403020100 32,42 %21,69 %16,12 %12,47 %6,87 %n. k. %2,46 %7,97 % CDULBUFWSPDFDPTATLAfDGewinne und Verlusteim Vergleich zu 2019 %p 8 6 4 2 0 −2 −4+0,92 %p−3,91 %p+4,12 %p−3,43 %p−1,93 %p−3,3 %p+0,76 %p+6,57 %pCDULBUFWSPDFDPTATLAfD |
| LBU                               | Liste Bürgerbeteiligung und Umweltschutz    | 21,69   | 7          | 25,6   | 9          | Kommunalwahl 2024 %403020100 32,42 %21,69 %16,12 %12,47 %6,87 %n. k. %2,46 %7,97 % CDULBUFWSPDFDPTATLAfDGewinne und Verlusteim Vergleich zu 2019 %p 8 6 4 2 0 −2 −4+0,92 %p−3,91 %p+4,12 %p−3,43 %p−1,93 %p−3,3 %p+0,76 %p+6,57 %pCDULBUFWSPDFDPTATLAfD |
| FW                                | Freie Wähler                                | 16,12   | 5          | 12,0   | 4          | Kommunalwahl 2024 %403020100 32,42 %21,69 %16,12 %12,47 %6,87 %n. k. %2,46 %7,97 % CDULBUFWSPDFDPTATLAfDGewinne und Verlusteim Vergleich zu 2019 %p 8 6 4 2 0 −2 −4+0,92 %p−3,91 %p+4,12 %p−3,43 %p−1,93 %p−3,3 %p+0,76 %p+6,57 %pCDULBUFWSPDFDPTATLAfD |
| SPD                               | Sozialdemokratische Partei Deutschlands     | 12,47   | 4          | 15,9   | 6          | Kommunalwahl 2024 %403020100 32,42 %21,69 %16,12 %12,47 %6,87 %n. k. %2,46 %7,97 % CDULBUFWSPDFDPTATLAfDGewinne und Verlusteim Vergleich zu 2019 %p 8 6 4 2 0 −2 −4+0,92 %p−3,91 %p+4,12 %p−3,43 %p−1,93 %p−3,3 %p+0,76 %p+6,57 %pCDULBUFWSPDFDPTATLAfD |
| AfD                               | Alternative für Deutschland                 | 07,97   | 3          | 01,4   | 1          | Kommunalwahl 2024 %403020100 32,42 %21,69 %16,12 %12,47 %6,87 %n. k. %2,46 %7,97 % CDULBUFWSPDFDPTATLAfDGewinne und Verlusteim Vergleich zu 2019 %p 8 6 4 2 0 −2 −4+0,92 %p−3,91 %p+4,12 %p−3,43 %p−1,93 %p−3,3 %p+0,76 %p+6,57 %pCDULBUFWSPDFDPTATLAfD |
| FDP                               | Freie Demokratische Partei                  | 06,87   | 2          | 08,8   | 3          | Kommunalwahl 2024 %403020100 32,42 %21,69 %16,12 %12,47 %6,87 %n. k. %2,46 %7,97 % CDULBUFWSPDFDPTATLAfDGewinne und Verlusteim Vergleich zu 2019 %p 8 6 4 2 0 −2 −4+0,92 %p−3,91 %p+4,12 %p−3,43 %p−1,93 %p−3,3 %p+0,76 %p+6,57 %pCDULBUFWSPDFDPTATLAfD |
| TL                                | Tuttlinger Liste                            | 02,46   | 1          | 01,7   | 1          | Kommunalwahl 2024 %403020100 32,42 %21,69 %16,12 %12,47 %6,87 %n. k. %2,46 %7,97 % CDULBUFWSPDFDPTATLAfDGewinne und Verlusteim Vergleich zu 2019 %p 8 6 4 2 0 −2 −4+0,92 %p−3,91 %p+4,12 %p−3,43 %p−1,93 %p−3,3 %p+0,76 %p+6,57 %pCDULBUFWSPDFDPTATLAfD |
| TA                                | Tierschutzallianz                           | –       | –          | 03,3   | 1          | Kommunalwahl 2024 %403020100 32,42 %21,69 %16,12 %12,47 %6,87 %n. k. %2,46 %7,97 % CDULBUFWSPDFDPTATLAfDGewinne und Verlusteim Vergleich zu 2019 %p 8 6 4 2 0 −2 −4+0,92 %p−3,91 %p+4,12 %p−3,43 %p−1,93 %p−3,3 %p+0,76 %p+6,57 %pCDULBUFWSPDFDPTATLAfD |
| Gesamt                            | Gesamt                                      | 100 %   | 32         | 100 %  | 37         | Kommunalwahl 2024 %403020100 32,42 %21,69 %16,12 %12,47 %6,87 %n. k. %2,46 %7,97 % CDULBUFWSPDFDPTATLAfDGewinne und Verlusteim Vergleich zu 2019 %p 8 6 4 2 0 −2 −4+0,92 %p−3,91 %p+4,12 %p−3,43 %p−1,93 %p−3,3 %p+0,76 %p+6,57 %pCDULBUFWSPDFDPTATLAfD |
| Wahlbeteiligung                   | Wahlbeteiligung                             | 48,69 % | 48,69 %    | 48,7 % | 48,7 %     | |

### Bürgermeister

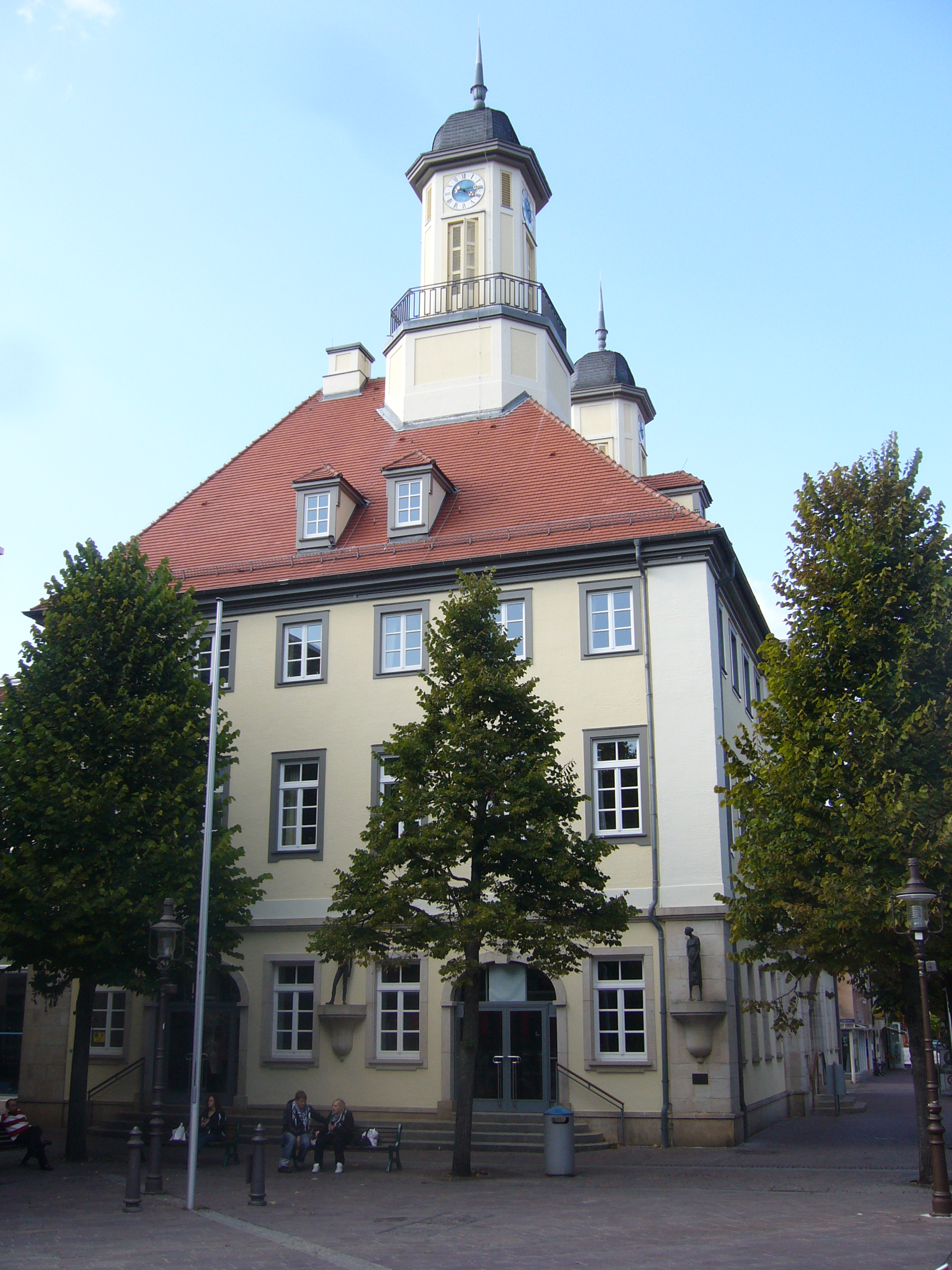
Rathaus

An der Spitze der Stadt Tuttlingen standen seit dem 14. Jahrhundert die „Zwölf“, dem der Schultheiß, der Bürgermeister und zehn weitere Mitglieder des Gerichts angehörten. Dazu gab es zwölf Ratsmitglieder. Später war der von der Herrschaft eingesetzte Tuttlinger Oberamtmann zugleich Bürgermeister der Stadt. Ab 1822 gab es einen gewählten Stadtschultheißen und den Gemeinderat.
Derzeit trägt das Stadtoberhaupt von Tuttlingen die Amtsbezeichnung „Oberbürgermeister“. Er wird heute für eine Amtszeit von acht Jahren direkt gewählt und ist Vorsitzender des Gemeinderats. Sein Stellvertreter ist der 1. Beigeordnete (seit 2022 Uwe Keller) mit der Amtsbezeichnung „Erster Bürgermeister“.
Bürgermeister von Tuttlingen seit 1829
- 1829–1866: Jakob Friedrich Schnekenburger, Stadtschultheiß
- 1866–1876: Julius Friedrich Walter Schad, Stadtschultheiß
- 1877–1903: Christian Storz, Stadtschultheiß
- 1903–1908: Julius Keck, Oberbürgermeister
- 1908–1938: Paul Friedrich Scherer, Oberbürgermeister
- 1938–1945: Max Haug, Bürgermeister
- 1945: Gustav Zimmermann, kommissarischer Bürgermeister
- 1945–1946: Franz Heinkele, kommissarischer Bürgermeister
- 1946: Fritz Fleck (SPD), kommissarischer Bürgermeister
- 1946–1951: Otto Fink (CDU), Bürgermeister
- 1951–1980: Walter Balz (SPD), bis 1952 Bürgermeister, danach Oberbürgermeister
- 1980–2004: Heinz-Jürgen Koloczek (CDU), Oberbürgermeister
- seit 2004: Michael Beck (CDU), Oberbürgermeister

### Verwaltungsgemeinschaft
Mit den Gemeinden Emmingen-Liptingen, Neuhausen ob Eck, Rietheim-Weilheim, Seitingen-Oberflacht und Wurmlingen ist die Stadt Tuttlingen eine Vereinbarte Verwaltungsgemeinschaft eingegangen.

### Finanzen
Laut Haushaltsplan 2017 hatte die Stadt Tuttlingen zum 31. Dezember 2017 einem Schuldenstand von 14,6 Mio. Euro. Den laufenden Ausgaben von 97,2 Mio. Euro standen Einnahmen von 95,7 Mio. Euro, davon 33,8 Mio. Euro Gewerbesteuer, gegenüber.

### Wappen und Flagge
| | Blasonierung: „Im goldenen, silbern bordierten Schild drei liegende schwarze Hirschstangen übereinander“ |
| Wappenbegründung: In den Siegeln der Stadt war seit dem 18. Jahrhundert eine Lilie abgebildet. Dabei handelt es sich um ein Symbol auf Marksteinen. Zuvor waren jedoch nur die Hirschstangen der Württemberger abgebildet. Diese setzte man im 16. Jahrhundert in einen größeren Schild, weshalb man heute einen bordierten Schild findet. Dieses Siegel setzte sich dann als Wappen der Stadt durch, das Lilien-Wappen wurde nicht mehr verwendet. | |

Die Flagge ist blau-gelb. Sie wird mit und ohne Wappen gezeigt.

### Städtepartnerschaften
Tuttlingen unterhält seit 1979 eine Städtepartnerschaft mit Bex im Kanton Waadt (Schweiz) sowie mit Draguignan in Frankreich seit 1989.
Am 1. Juli 2006 wurde in der Teilgemeinde Möhringen das Jubiläum „50 Jahre Städtepartnerschaft“ gefeiert. Erste Partnerstadt von Möhringen war 1956 Bischofszell im Kanton Thurgau (Schweiz); im gleichen Jahr folgten das österreichische Waidhofen an der Ybbs und Battaglia Terme bei Padua in Venetien (Italien). Im Rahmen des Jubiläums wurde ein neuer Partnerschaftsverbund geschlossen, dem nun die sechs europäischen Städte Bex, Draguignan, Bischofszell, Battaglia Terme, Waidhofen an der Ybbs und Tuttlingen angehören.

## Kultur und Sehenswürdigkeiten
Tuttlingen liegt an der Schwäbischen Albstraße. Die Kommune ist dem Tourismusverband „Donaubergland“ angeschlossen.

### Stadthalle

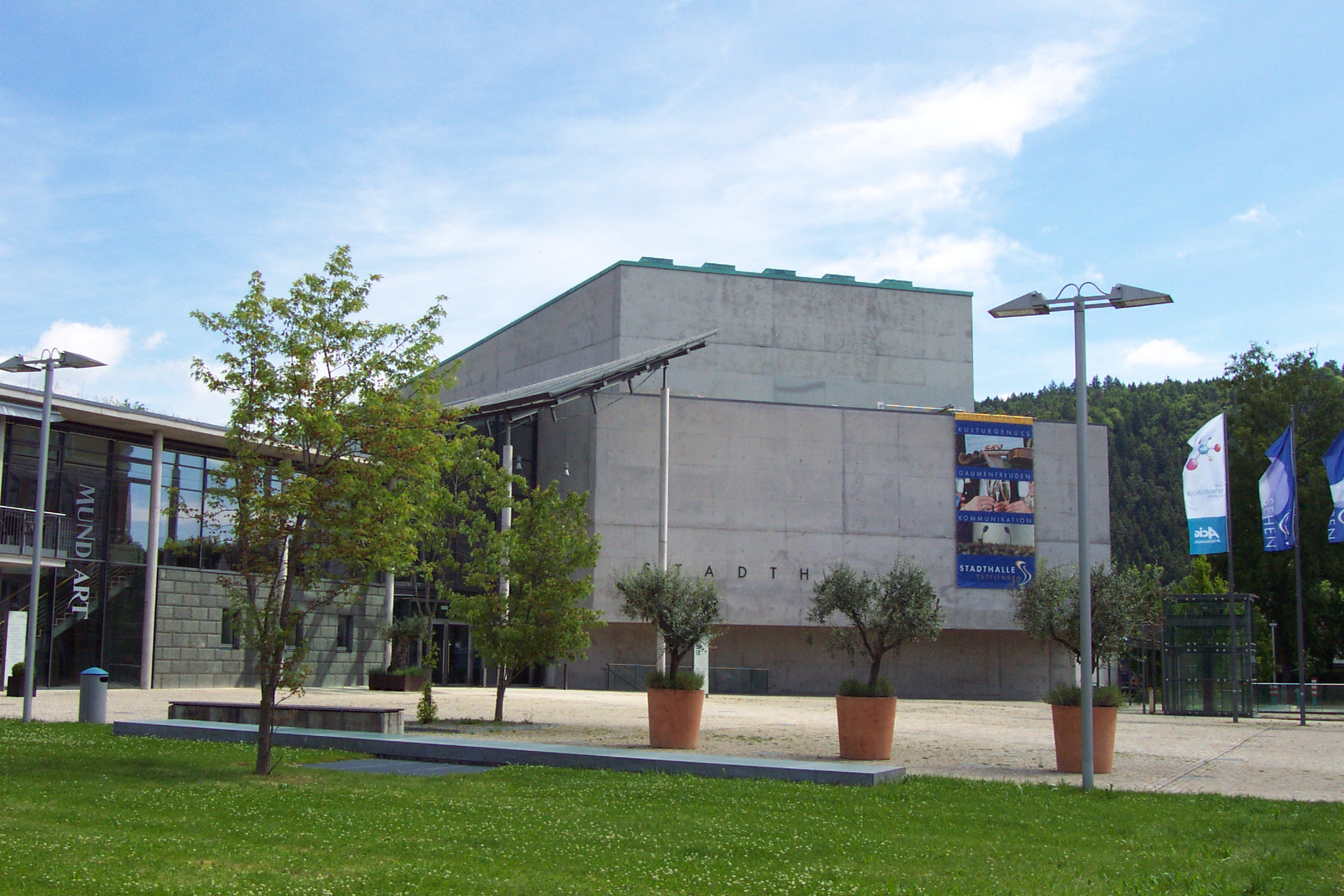
Stadthalle Tuttlingen

Ein Kulturzentrum Tuttlingens ist die Stadthalle. Theater und Konzerte, sowohl klassische als auch Pop und Rock, konzentrieren sich auf diesen Ort. Als die Alte Festhalle am Stadtgarten zu klein wurde, um Künstler von internationaler Größe gewinnen zu können, wurde nach einem Wettbewerb im Jahr 1997 bis 2002 an der Wöhrdenbrücke durch die Stuttgarter Architektenpartnerschaft Heckmann. Kristel. Jung die neue Stadthalle erbaut.

### Museen und Galerie

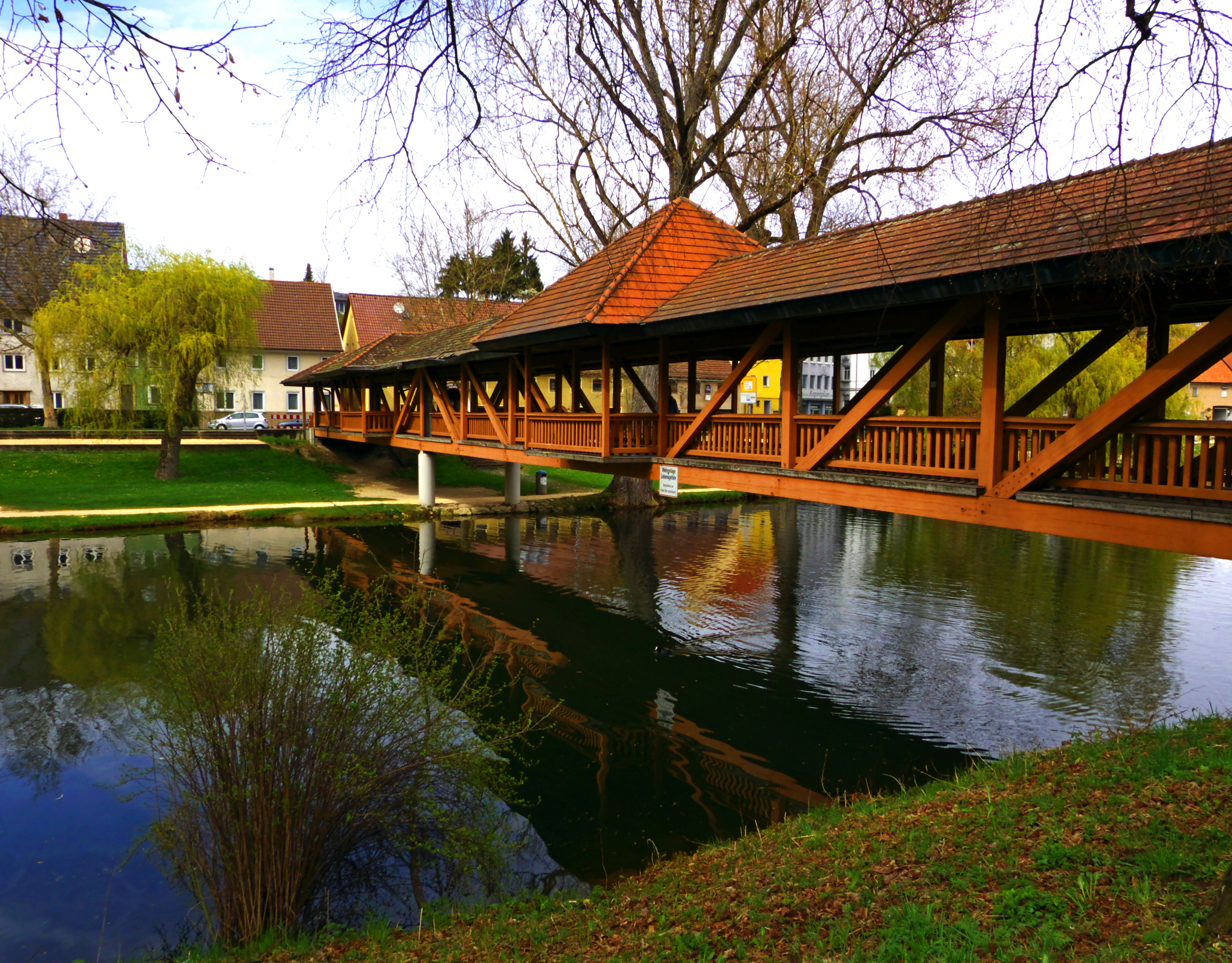
Im Donaupark mit dem inzwischen ersetzten Fußgängersteg in die Innenstadt

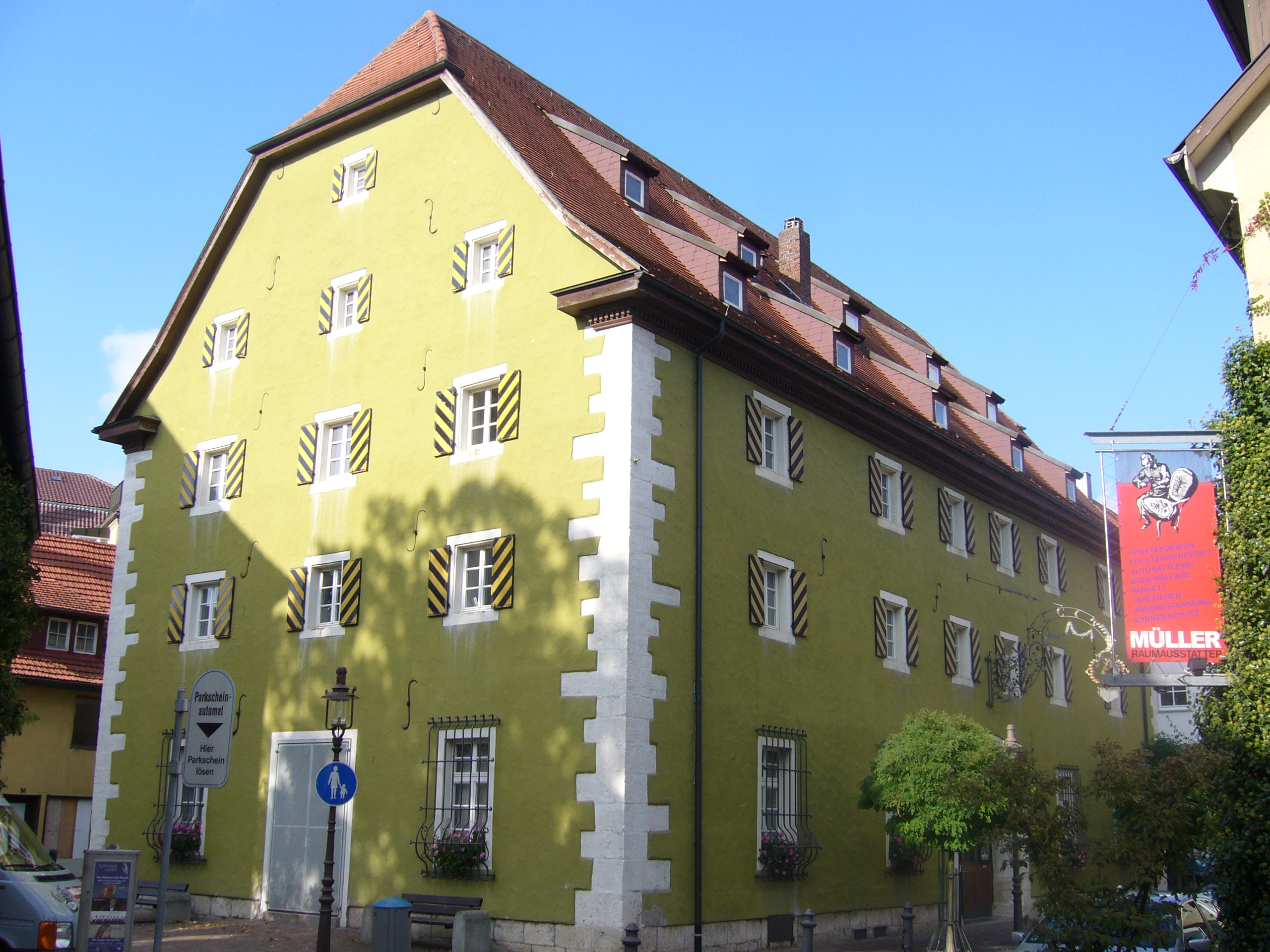
Der Fruchtkasten, heute Stadtmuseum

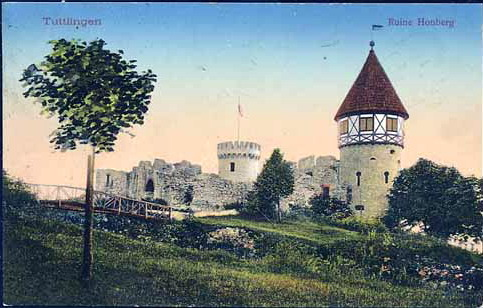
Ruine Honberg 1911

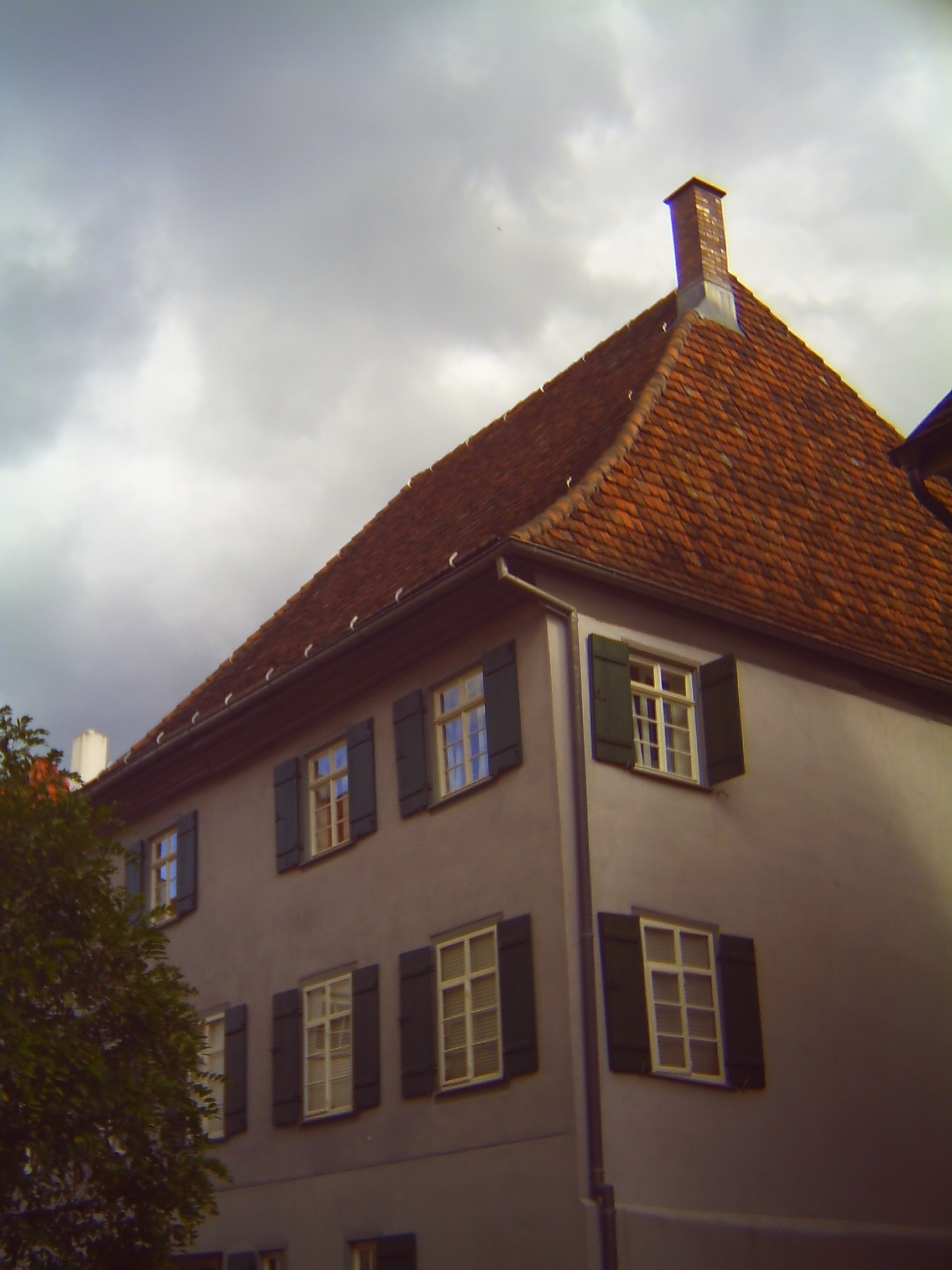
Das sogenannte Tuttlinger Haus, ein Ackerbürgerhaus mit typischer Dachform, dem sogenannten Tuttlinger Hut

- Stadtgeschichtliche Museen: Im Fruchtkasten und im Tuttlinger Haus in der Innenstadt finden sich stadtgeschichtliche Museen mit beachtlicher Ausstattung.
- Deutsches Dampflok- und Modelleisenbahnmuseum: Im früheren Bahnbetriebswerk des Stadtteils Möhringen, am alten Ringlokschuppen, bietet Tuttlingen ein pittoreskes Eisenbahnmuseum mit Drehscheibe und 26 historischen Dampf- und Diesellokomotiven sowie Waggons.
- Galerie von Tuttlingen: Die Galerie der Stadt Tuttlingen zeigt pro Jahr neun wechselnde Ausstellungen vorwiegend zeitgenössischer Kunst aus dem In- und Ausland in einem architektonisch ansprechenden Ambiente. Die Ausstellungen werden abwechselnd von der Stadt Tuttlingen und vom Kunstkreis Tuttlingen organisiert.

### Weitere Kultureinrichtungen
- Stadtbibliothek
- Stadtarchiv
- Jugendkunstschule ZEBRA der Stadt Tuttlingen
- Musikschule der Stadt Tuttlingen
- Soziokulturelles Zentrum Rittergarten e. V.
- Kulturhaus Altes Krematorium

### Gedenkstätten
Auf dem Friedhof wurde 1947 ein Ehrenmal für Opfer des Nationalsozialismus eingerichtet, unter denen sich auch Opfer der „Euthanasie“-Tötungsaktion T4 befanden. Auf sechs Steintafeln wird ihrer gedacht. Zahlreiche Leichen aus Tuttlingen und Umgebung sind im Krematorium der Stadt damals verbrannt worden, darunter auch ermordete und umgekommene KZ-Häftlinge aus den regionalen KZ-Außenlagern. An ihr Schicksal erinnert ein Obelisk.
Im Mai 2016 wurden in der Fußgängerzone die ersten fünf Stolpersteine verlegt, weitere folgten 2017, 2018 und 2019. Die Zahl der Stolpersteine in Tuttlingen beträgt insgesamt 34.

### Bauwerke
Das prägende Gebäude des Marktplatzes ist das frühklassizistische Rathaus mit seinen zwei signifikanten Türmen, das nach dem Stadtbrand ab 1804 nach Plänen von Landbaumeister Carl Leonard von Uber gebaut wurde. Am 29. Januar 1806 zog die Stadtschreiberei in das Rathaus ein, das noch nicht ganz fertig war. Einen Tag später tagte dann das Stadtgericht zum ersten Mal in dem neuen Gebäude. Die beiden Türme waren notwendig, weil nach dem Stadtbrand die „Hochwache“ dort oben untergebracht werden sollte, da die Tortürme der Stadtmauer nicht wieder erbaut worden waren. Nachdem das Rathaus Ende der 1970er Jahre baufällig geworden war, gab es heftige Diskussionen über Abriss und Neubau oder Renovierung dieses kunsthistorisch wertvollen Gebäudes in der Stadtverwaltung und in der Öffentlichkeit. Ab 1981 wurde das Rathaus dann umfassend generalsaniert und ab 1983 wieder benutzt.
Die evangelische Stadtkirche verleiht dem Stadtbild etwas Charakteristisches. Da die Innenstadt 1803 vollständig abbrannte, fehlen historische Gebäude. Ihre reich gegliederte Jugendstilfassade gilt als eine der schönsten in Süddeutschland.
Die katholische Pfarrkirche St. Gallus wurde 1869 bis 1873 von Georg Morlok erbaut und 1937 bis 1939 umgebaut. Weitere Kirchen sind die evangelische Martinskirche (1958), die evangelische Auferstehungskirche (1968) und die evangelische Versöhnungskirche sowie die katholische Kirche Maria Königin (1961/63).
Die spätmittelalterliche Burg Honberg wurde im Dreißigjährigen Krieg bis auf die Grundmauern zerstört. Die beiden Türme, heutzutage Wahrzeichen der Stadt, konnten erst durch Spenden auf Initiative eines Fördervereins im 19. Jahrhundert wieder errichtet werden. Die weitläufigen Mauerreste der Festung beherbergen heute immer wieder Veranstaltungen wie den Honberg-Sommer und bieten den besten Ausblick auf die Innenstadt.
Eine weitere Burgruine ist die Burgruine Luginsfeld, im Nordosten der Innenstadt an der Südwestspitze des Leutenberges gelegen.
Tuttlinger Hut bezeichnet eine für die Stadt typische Dachform. Es handelt sich um eine Walmdach-Variante, die vor einem Stadtbrand schützen soll. Bei der Neugestaltung der Innenstadt nach dem Stadtbrand 1803 wurde diese spezielle Dachform zum Standard für die Innenstadt.
In den Stadtteilen finden sich alte katholische sowie zwei neue evangelische Kirchen (siehe Abschnitt Religionen).

### Regelmäßige Veranstaltungen
- In den Sommermonaten findet zwei Wochen lang der Honberg-Sommer mit internationalen Künstlern statt, deren Repertoire von Jazz über Rock und Pop bis hin zu Alternative reicht.
- Seit dem Jahr 2001 schreibt die Stadt Tuttlingen den südwestdeutschen Kleinkunstpreis „Tuttlinger Krähe“ aus, einen mit 7000 € dotierten Preis mit über 100 Bewerbern für die Finalrunde.
- Im Mai/Juni findet jährlich das Volksfest statt.
- Alle zwei Jahre findet im Herbst die Verbrauchermesse Tuttlinger Herbst statt.
- Am Fastnachtsamstag findet seit 1976 jährlich ein Fastnachtsumzug statt.
- Im Juni findet auf dem ehemaligen Heeresflugplatz der Nachbargemeinde Neuhausen das Southside Festival mit vielen internationalen Bands statt.
- Seit dem Jahr 2008 findet im Donaupark jährlich im Juli und August die Veranstaltungsreihe Sommer im Park statt.
- Im Dezember findet an neun Tagen ein Weihnachtsmarkt statt.
- Die TuttlingerNachtKultour am letzten Samstag in den Sommerferien öffnet alle zwei Jahre u. a. die Kultureinrichtungen der Stadt, die Kirchen, den Buchhandel, das Landratsamt und den Rittergarten und bietet in 20-minütigen „Kulturhäppchen“ ein vielfältiges Angebot unter dem Sternenhimmel.
- Seit dem Jahr 2004 findet an mehreren Abenden im Oktober/November alljährlich der „Tuttlinger Literaturherbst“ mit Lesungen namhafter Autoren statt.
- Die Galerie der Stadt zeigt jährlich mehrere Ausstellungen zeitgenössischer Kunst.
- Jährlich Ende Januar/Anfang Februar veranstaltet die Musikschule in Kooperation mit dem Deutschen Musikrat den Regionalwettbewerb Jugend musiziert für die Landkreise Tuttlingen, Rottweil und Schwarzwald-Baar.
- Der badische Stadtteil Möhringen ist für seine schwäbisch-alemannische Fasnet bekannt. Sehenswert sind die Scherbelgruppen, die am „Fasnetsunntig“ und „Fasnetsmändig“ abends durch die Lokale ziehen sowie das Hanselerennen am Mittag des „Fasnetszieschdig“
- Ebenfalls in Möhringen gibt es den Rundgang der „Nachtwächter mit ihrem Gesinde“.
- Immer in den Jahren mit gerader Zahl findet Anfang Juli in Möhringen das „Städtlefest“ aller Vereine statt.

### Freizeit und Sport
Tuttlingen verfügt über 56 Sportvereine (Stand: 2020):
- Der SC 04 Tuttlingen ist vor allem für die Fußballabteilung bekannt und bietet darüber hinaus Futsal, Gymnastik, Leichtathletik und eine Herzsportgruppe an.
- Die Athletik-Sport-Vereinigung 1897 Tuttlingen hat 7 Abteilungen (Ringen, Boxen, Gewichtheben, Karate, Sporttauchen, Fitness & Freizeit sowie Kickboxen) und über 500 Mitglieder; legendär im Bereich Ringen sind die Bundesliga-Derbys mit dem ASV Nendingen; heute ist der Verein in der Verbandsliga aktiv.
- Die Turngemeinde Tuttlingen 1859 e. V. hat Basketball, Fechten, Handball, Indiaca, Inline-Sport, Leichtathletik, Schwimmen, Sportgymnastik, Tanzsport, Turnen und Volleyball im Programm.
- Die Tuttlinger Sportfreunde e. V. 1965 sind auf Badminton, Beachvolleyball, Fitness, Gesundheitssport, Lauftreff, Tennis, Triathlon und Volleyball spezialisiert.

## Wirtschaft und Infrastruktur

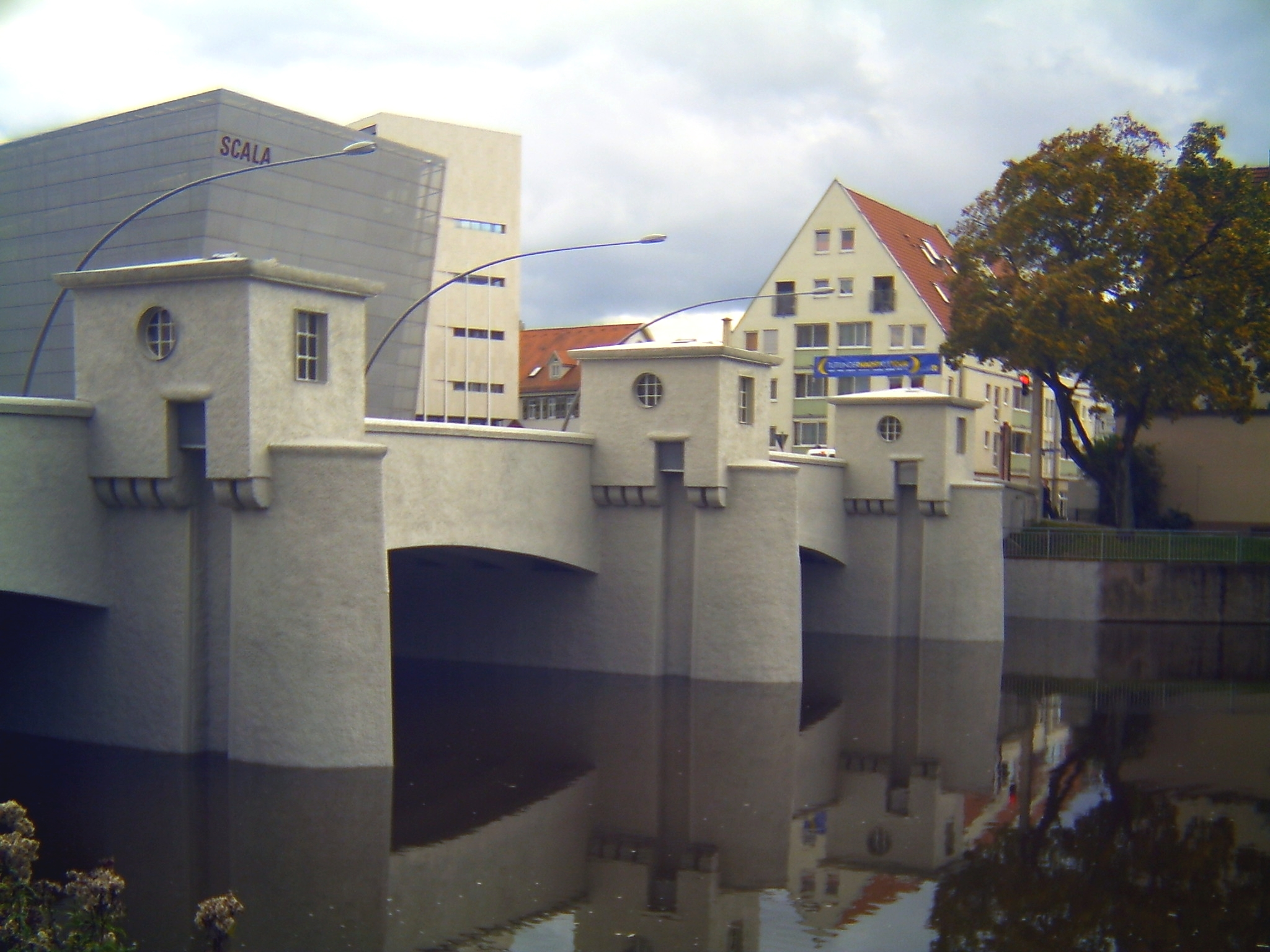
Die Großbruck, historischer Donauübergang in Tuttlingen

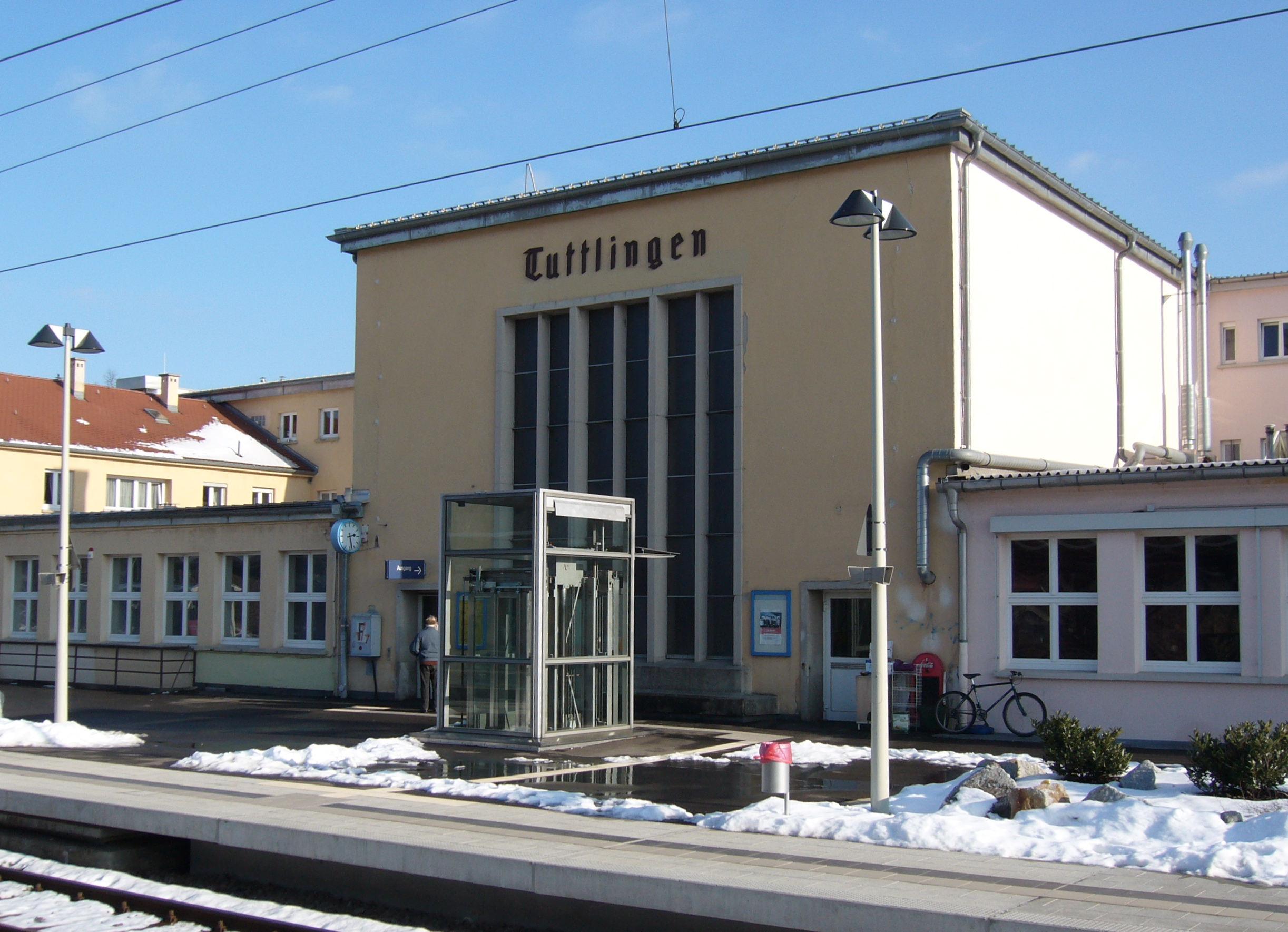
Der Tuttlinger Bahnhof von 1933

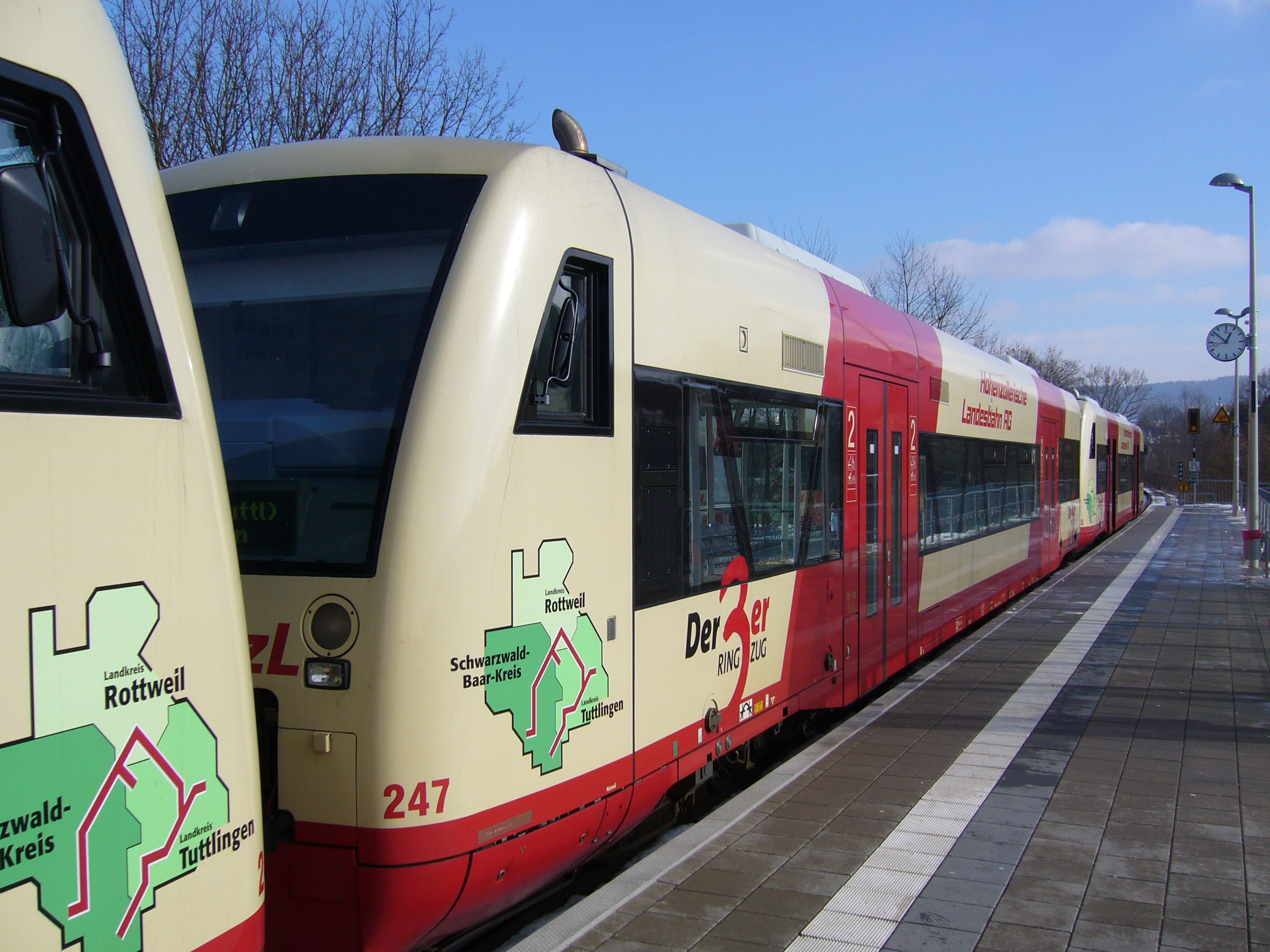
Ringzug am Tuttlinger Haltepunkt „Zentrum“

### Verkehr

#### Öffentlicher Verkehr
Der Bahnhof Tuttlingen ist ein regionaler Eisenbahnknoten, an dem die Bahnstrecke Plochingen–Immendingen auf die Bahnstrecke Tuttlingen–Inzigkofen sowie die Bahnstrecke Tuttlingen–Hattingen trifft. Tuttlingen wird stündlich von den Intercity-Zügen Stuttgart–Singen(–Zürich) bedient, die auch mit Nahverkehrsfahrkarten genutzt werden dürfen. Zwischen Ulm und Neustadt (Schwarzwald) verkehren im Zwei-Stunden-Takt Regionalexpress-Züge. Darüber hinaus ist Tuttlingen an das Ringzug-System angeschlossen, das Tuttlingen mit Zollhaus-Blumberg, Fridingen an der Donau und Rottweil verbindet. Insgesamt verfügt Tuttlingen mit einer Kombination aus Fernverkehr, schnellem Nahverkehr und Ringzug über ein gutes Angebot im Schienenverkehr.
Der heutige Tuttlinger Bahnhof wurde 1933 erbaut und liegt außerhalb des Tuttlinger Stadtkerns. Stadtbusse verbinden den Bahnhof mit dem Omnibusbahnhof in der Innenstadt. Neben dem Bahnhof Tuttlingen mit seiner herausgehobenen Bedeutung als Eisenbahnknoten und Fernverkehrsbahnhof verfügt die Stadt Tuttlingen außerdem über insgesamt weitere sieben Ringzug-Haltepunkte und ist Ausgangspunkt zahlreicher Buslinien. Tuttlingen ist in den Verkehrsverbund Schwarzwald-Baar-Heuberg (Move) eingegliedert, welcher zum 1. Januar 2023 den bisherigen Verkehrsverbund TUTicket ablöste.

#### Wanderwege
Der Schwäbische-Alb-Nordrand-Weg und der Schwäbische-Alb-Südrand-Weg wurden vom Schwäbischen Albverein angelegt. Beide Wege durchziehen als Fernwanderwege den Naturpark Obere Donau und enden in Tuttlingen. Auf diesen beiden Wanderwegen lässt sich die Schwäbische Alb zwischen Tuttlingen und Donauwörth auf über 600 km Gesamtlänge im Süden und Norden des Mittelgebirges umrunden. Die Wegzeichen dieser Wanderwege sind mit einem roten Dreieck gekennzeichnet, dessen Spitze stets in Richtung Tuttlingen weist.
Für Radfahrer und Wanderer gibt es einen kostenlosen Zeltplatz.

#### Radverkehr
Durch Alltagsrouten aus dem Radnetz Baden-Württemberg ist Tuttlingen 
- über den Ortsteil Möhringen und die Nachbarkommunen Immendingen und Geisingen mit Donaueschingen,
- an Emmingen, Liptingen und Neuhausen ob Eck vorbei mit Meßkirch und
- über Wurmlingen, Rietheim-Weilheim und Spaichingen mit Rottweil verbunden.

Durch Tuttlingen verlaufen die folgenden Landes-Radfernwege: 
- Der Donauradweg[23] führt von Donaueschingen über Passau, Wien und Budapest und weiter bis zur Mündung in das Schwarze Meer. Er wird ab Tuttlingen auch als EuroVelo-Route EV6 und zwischen Tuttlingen und Passau als D-Route 6 geführt. Diese führen aber nicht von Donaueschingen her nach Tuttlingen, sondern von Radolfzell über den Witthoh[24][25]. Donauabwärts verbinden diese Wege Tuttlingen mit dem Ortsteil Nendingen und den Nachbargemeinden Mühlheim und Fridingen.
- Der Schwäbische-Alb-Radweg führt über die ganze Schwäbische Alb vom Bodensee nach Donauwörth. Er verläuft über Aach und Engen kommend an der Donauversickerung bei Immendingen vorbei über Tuttlingen, Gosheim und Wehingen nach Balingen. Er löst damit den Hohenzollern-Radweg ab, der früher mit einer anderen Routenführung über Tuttlingen verlief. Die beiden Radfernwege haben im Südteil weitgehend ihre Verläufe getauscht.

Der Alb-Crossing verläuft von Aalen über Geislingen und Balingen nach Tuttlingen.
Über das Krähenbachtal werden der Ortsteil Eßlingen und die Nachbargemeinde Talheim erreicht. Durch das Eltatal besteht eine Verbindung nach Oberflacht und Seitingen. 
Tuttlingen ist Mitglied der AGFK (Arbeitsgemeinschaft
Fahrrad- und Fußverkehrsfreundlicher Kommunen) Baden-Württemberg.

#### Straßenverkehr
Die nächsten Autobahnanschlüsse sind Geisingen oder Tuningen und führen auf die Bundesautobahn 81 (Stuttgart–Singen). Der am 17. Februar 2011 eröffnete Kreuzstraßentunnel führt die Bundesstraße 311 (Ulm–Donaueschingen) und die Bundesstraße 14 (Stockach–Rottweil) gemeinsam durch die Weststadt von der Alexanderstraße bis in die Nähe des Aesculap-Platzes.

### Unternehmen

#### Weltzentrum der Medizintechnik
In Tuttlingen haben über 1900 Unternehmen ihren Sitz – vom Ein-Personen-Betrieb bis zum multinationalen Unternehmen. Durch die Vielzahl von führenden Chirurgiebetrieben in und um Tuttlingen versteht sich die Stadt als „Weltzentrum der Medizintechnik“ (rund 600 Betriebe sind unmittelbar mit der Herstellung von chirurgischen und medizintechnischen Erzeugnissen beschäftigt). Die Wiege dieser Industrie ist der Bau des Hochofens in Ludwigstal und die Eröffnung des Hochofenbetriebes im Jahre 1696. Um Hüttenwerke betreiben zu können, benötigt man Erz, Wasser und Holzkohle. Alle drei Voraussetzungen waren hier in und um Tuttlingen erfüllt. Um diese Hüttenwerke herum hatten sich im 18. und 19. Jahrhundert ein dichtes Netz an Metallhandwerkern etabliert: Nagelschmiede, Messerschmiede und Schlosser. Einer der Messerschmiede gründete schließlich 1867 die erste kleine Firma für chirurgische Instrumente. Dieser Betrieb blieb nicht lange alleine. Die Medizintechnikunternehmen sind eng verflochten mit dem Medizintechnik-Cluster im pakistanischen Distrikt Sialkot.
Wichtige Arbeitgeber sind ferner der Maschinenbau und das Bauhandwerk. Bis vor einigen Jahren galt Tuttlingen außerdem als „Schuh-Stadt“. Die Schuhindustrie siedelte sich aufgrund zahlreicher Gerbereien an der Donau an, von denen heute nur noch wenige existieren. Das Gerberhandwerk hatte in Tuttlingen durch die Donau und die verbreitete Viehwirtschaft gute Bedingungen. Viehzucht dominierte die Landwirtschaft aufgrund wenig fruchtbarer Böden und der im Frühjahr oft überschwemmten Anbauflächen.

#### Liste wichtiger Tuttlinger Unternehmen

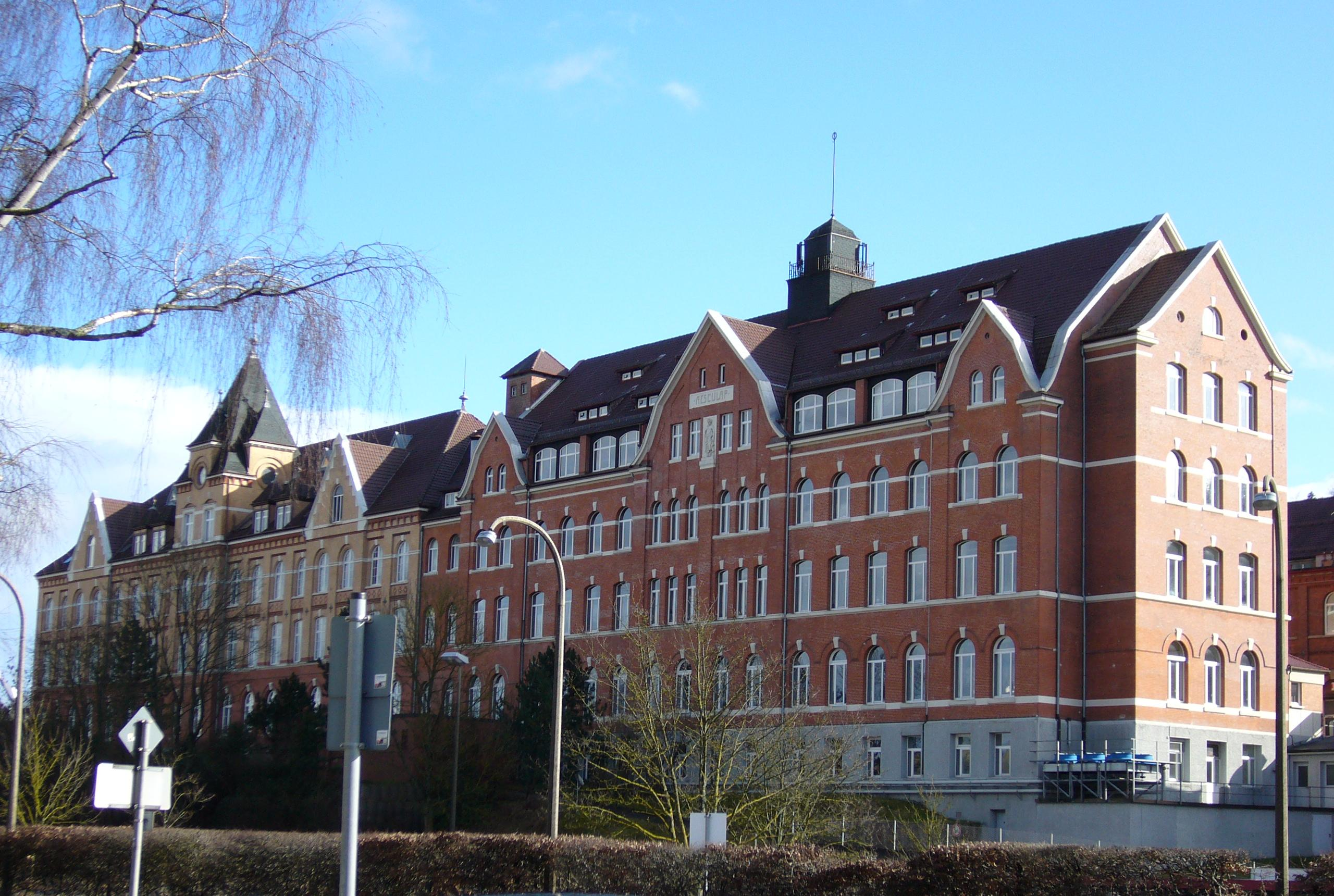
Hauptsitz des Unternehmens Aesculap

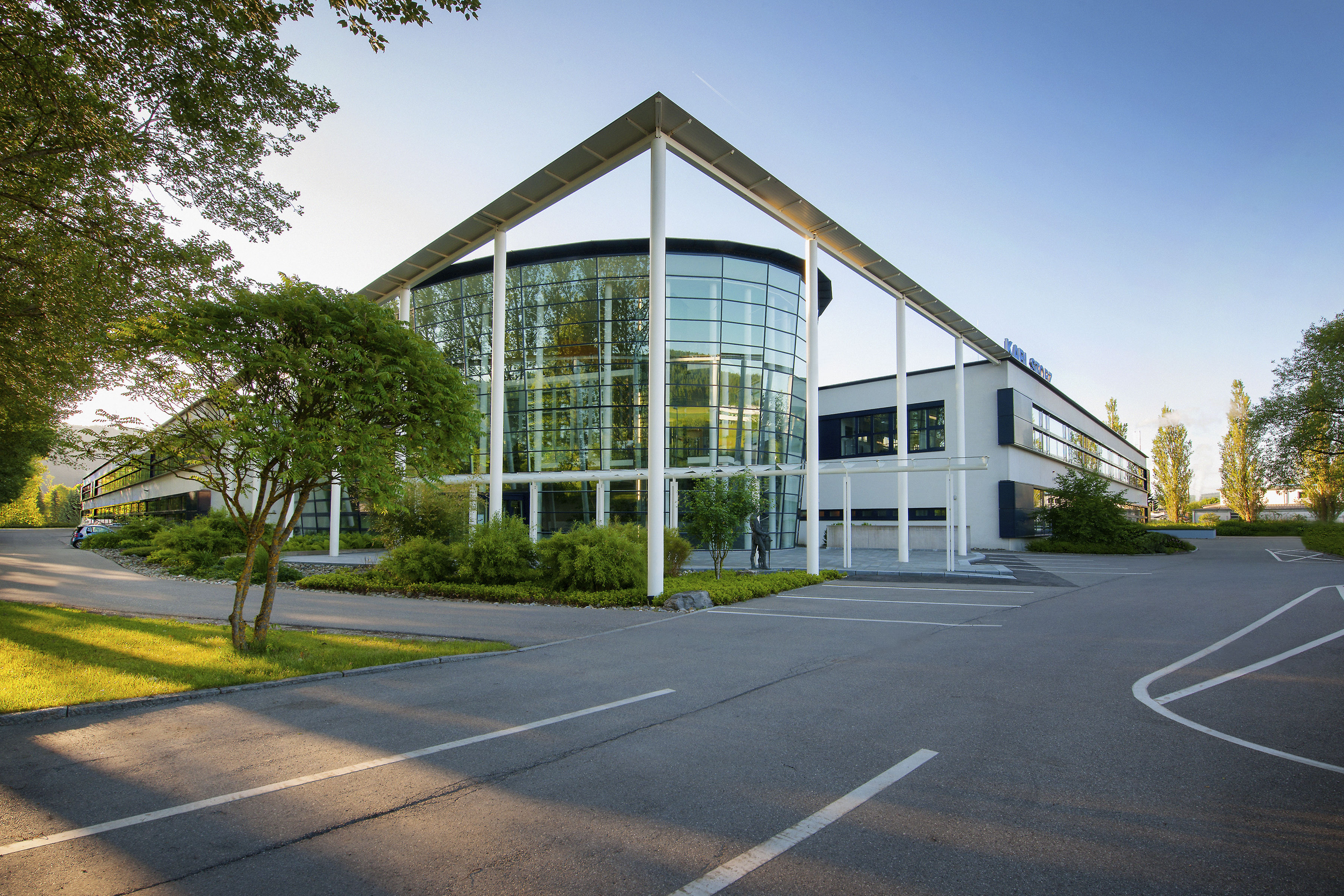
Hauptsitz des Unternehmens Karl Storz Endoskope

- Die Aesculap AG ist das älteste und renommierteste Unternehmen der Chirurgiebranche in Tuttlingen; es gehört seit 1998 der B. Braun Melsungen AG. Aesculap ist der größte Arbeitgeber in Tuttlingen;[28] die Gebäude des Unternehmens prägen das Stadtbild am Bahnhof. Der große Kreisverkehr, an dem sich die Bundesstraßen 14 und 311 kreuzen, heißt Aesculap-Platz; er wird inzwischen ganz von Firmengebäuden umringt. Im Süden schmückt ihn die alte Fabrik und Hauptgebäude. Links davon fügt sich das Aesculapium (Präsentations- und Informationseinrichtung des Unternehmens) an. Es folgen Vertrieb und technischer Dienst.
- Karl Storz (spezialisiert auf Endoskopie)
- Henke-Sass, Wolf (medizinische und technische Endoskope, Spritzen, Veterinärprodukte, Durchflussmesstechnik)
- Gebrüder Martin (Vertrieb Medizintechnik)
- Berchtold GmbH & Co. KG (Medizintechnik)
- Chiron-Werke (Maschinenbau, CNC-Maschinen)
- Schwäbische Hüttenwerke, Ludwigstal (Bremsscheiben)
- Rieker (Schuhhersteller)
- Stadtwerke Tuttlingen (Energie- und Wasserversorgung, Parkhäuser, öffentliche Bäder)
- Smith & Nephew (Medizintechnik), Produktionsstätte in Tuttlingen
- Volksbank Schwarzwald-Donau-Neckar
- Storz & Bickel (Medizintechnik)
- C. Bruno Bayha GmbH (Medizintechnik)

In der Medizintechnik-Ausstellung ACIG (Ausstellung von Chirurgie-Instrumenten und Geräten) präsentieren ca. 70 klein- und mittelständische Unternehmen aus der Medizintechnik ihre Produkte den Facheinkäufern aus der ganzen Welt. Die Ausstellung ist ganzjährig geöffnet, für jedermann zugänglich und der Eintritt ist frei. Zudem veröffentlicht die ACIG jedes Jahr im November eine neue Ausgabe des Bezugsquellen-Fachbuches Der Chirurgieführer mit derzeit über 150 Unternehmen.

### Gericht, Behörden, Kirchen und Einrichtungen

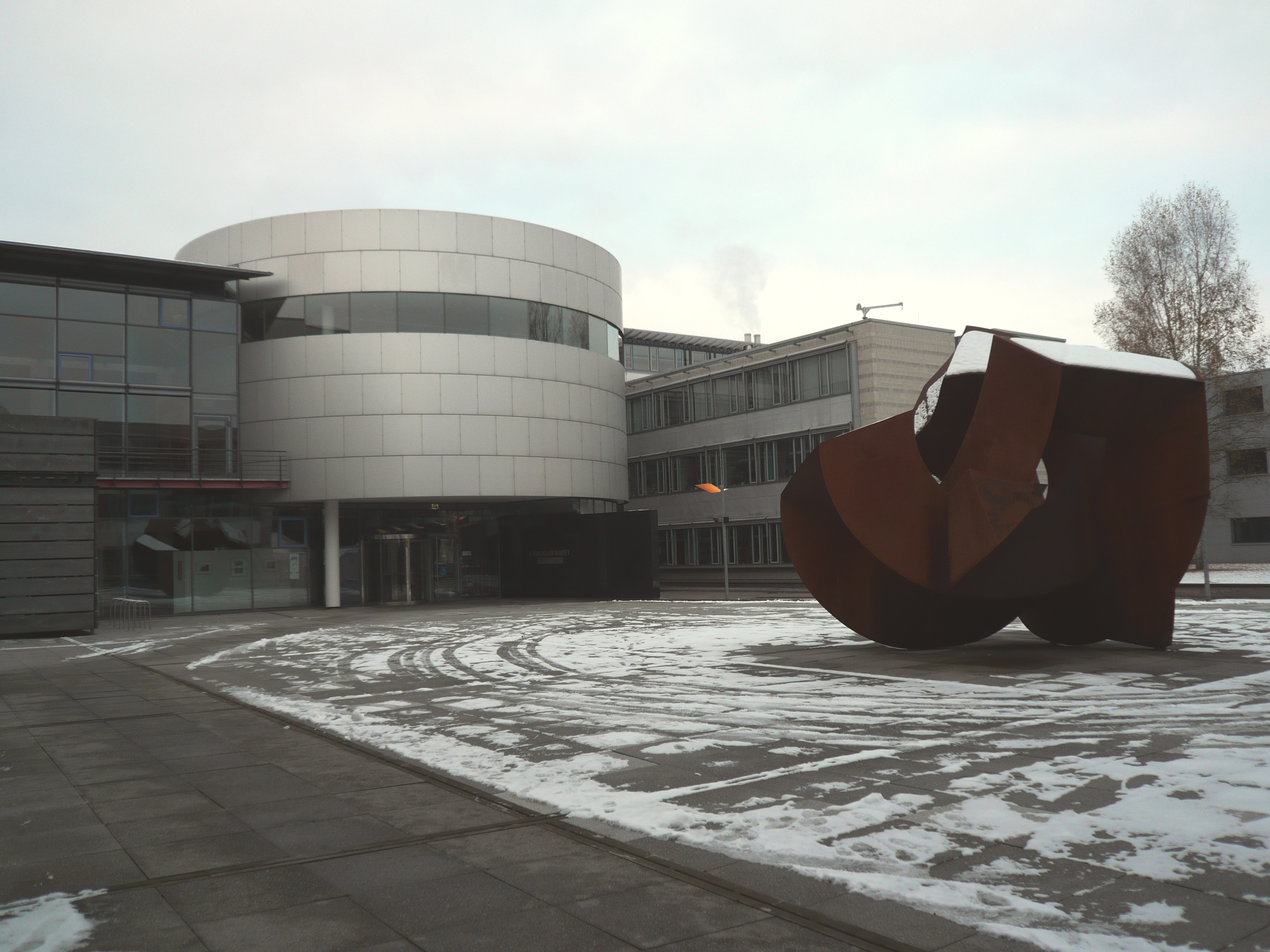
Das Landratsamt

Tuttlingen ist Sitz des Landkreises Tuttlingen. Ferner gibt es hier ein Finanzamt, ein Notariat und ein Amtsgericht, das zum Landgerichtsbezirk Rottweil und zum Oberlandesgerichtsbezirk Stuttgart gehört.
Die Stadt ist auch Sitz des römisch-katholischen Dekanats Tuttlingen-Spaichingen der Diözese Rottenburg-Stuttgart.

### Medien
Über das lokale Geschehen in Tuttlingen berichtet als Tageszeitung der Gränzbote, eine Lokalausgabe der Schwäbischen Zeitung. Der Hörfunksender Radio 7 hat ein Studio in der Stadt. Seit 2005 sendet auch der regionale Fernsehsender Regio TV Bodensee im dortigen Kabelnetz, via Satellit sowie im Livestream.

### Bildungseinrichtungen

#### Vorschulbildung
Die Stadt Tuttlingen verfügt über 22 Betreuungseinrichtungen für insgesamt über 1300 Kinder im Alter von einem Jahr bis zur Schulpflicht. Dabei befinden sich 17 Einrichtungen in der Kernstadt Tuttlingen, ein Kindergarten in Eßlingen, je ein Kindergarten mit Kinderkrippe in Möhringen (St. Andreas) und Möhringen-Vorstadt sowie zwei Kindergärten mit Krippen in Nendingen, ein städtischer und ein kirchlicher (St. Petrus und Jakobus maior). Die Preise für die Kinderkrippe in Tuttlingen sind vergleichsweise teuer, so zahlte 2024 ein Paar mit je 2720 Euro Brutto-Verdienst für die Ganztagesbetreuung des ersten Kindes 677 Euro monatlich (zzgl. Mehrkosten für Essen etc.).

#### Schulen

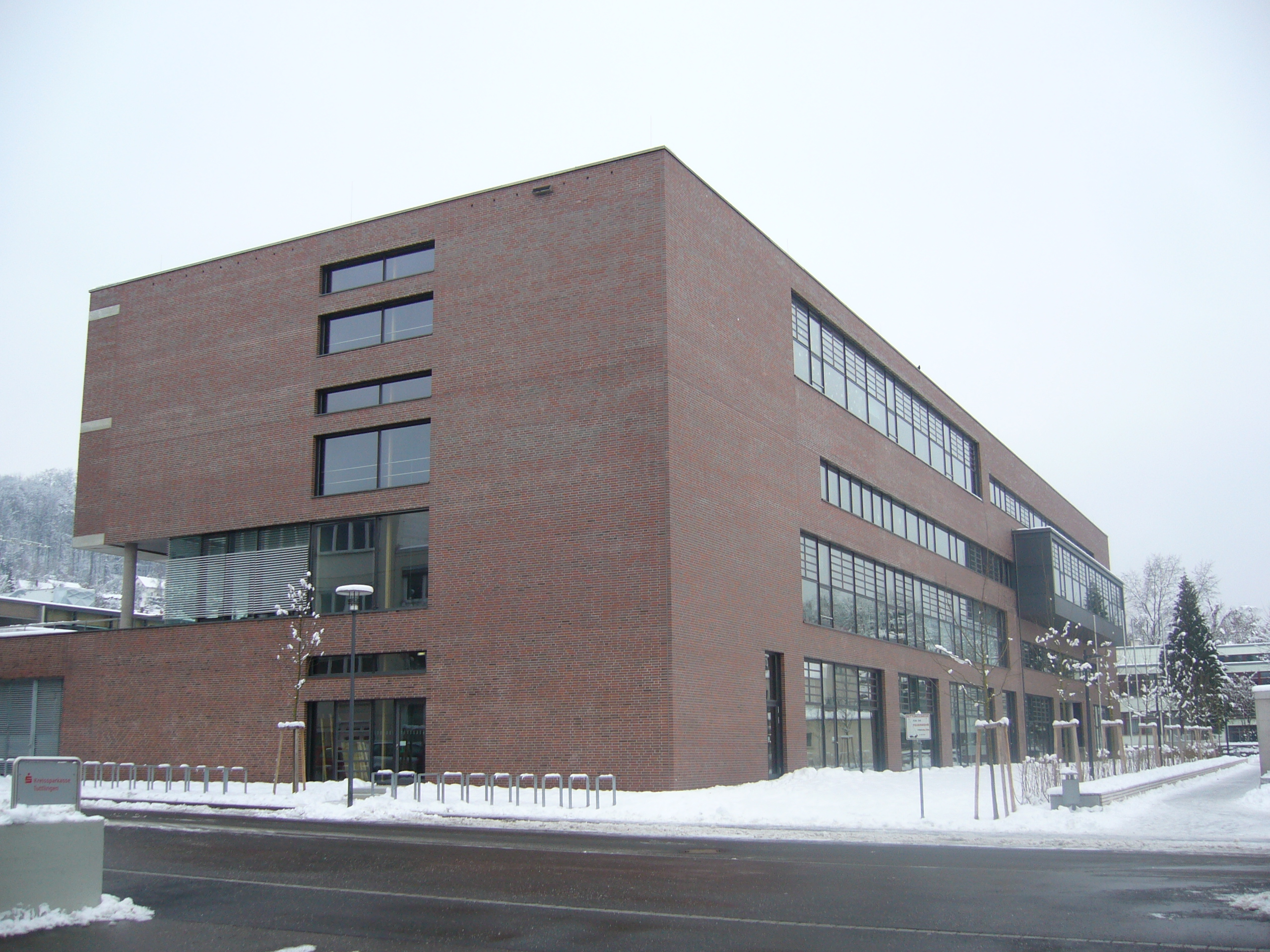
Die Ludwig-Uhland-Realschule in Tuttlingen

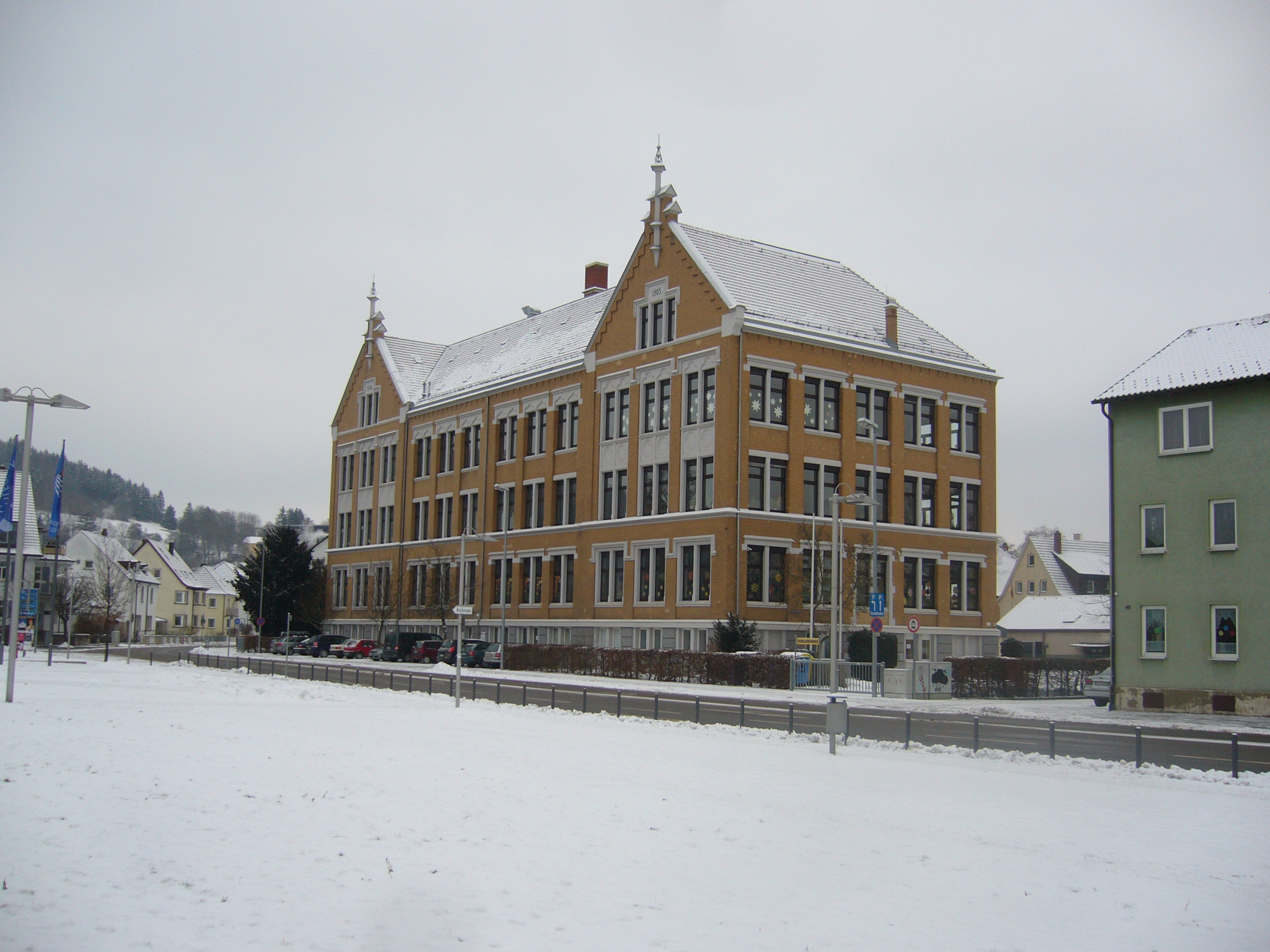
Die Schiller-Schule (Werkrealschule) in Tuttlingen

Tuttlingen hat zwei Gymnasien (das Otto-Hahn-Gymnasium und das Immanuel-Kant-Gymnasium), zwei Realschulen (Hermann-Hesse-Realschule und Ludwig-Uhland-Realschule), eine Sonderpädagogisches Bildungs- und Beratungszentrum mit Förderschwerpunkt Lernen (Albert-Schweitzer-Schule), eine Gemeinschaftsschule mit Grundschule (Wilhelmschule), sechs Grundschulen (Grundschule im Holderstöckle, Grundschule Karlschule, Schildrainschule, Schrotenschule, Anton-Braun-Grundschule Möhringen und Donauschule Nendingen) sowie eine Werkrealschule (Schillerschule).
Zudem unterhält die Stadt Tuttlingen die Musikschule und die Jugendkunstschule ZEBRA.
Der Landkreis Tuttlingen ist Schulträger der Ferdinand-von-Steinbeis-Schule (Gewerbliche Schule, unter anderem mit Technischem Gymnasium), der Fritz-Erler-Schule (vormals Kaufmännische und Hauswirtschaftliche Schulen, unter anderem mit Wirtschafts-, Ernährungswissenschaftlichem, Biotechnologischem und Sozialwissenschaftlichem Gymnasium), der Gesundheits- und Krankenpflegeschule der Kreiskliniken Tuttlingen und Spaichingen und der Johann-Peter-Hebel-Schule für Kinder und Jugendliche mit geistiger Behinderung.
Die private Gotthilf-Vollert-Schule für Erziehungshilfe und der private Schulkindergarten für Kinder mit geistiger Behinderung runden das schulische Angebot in Tuttlingen ab.

#### Hochschule

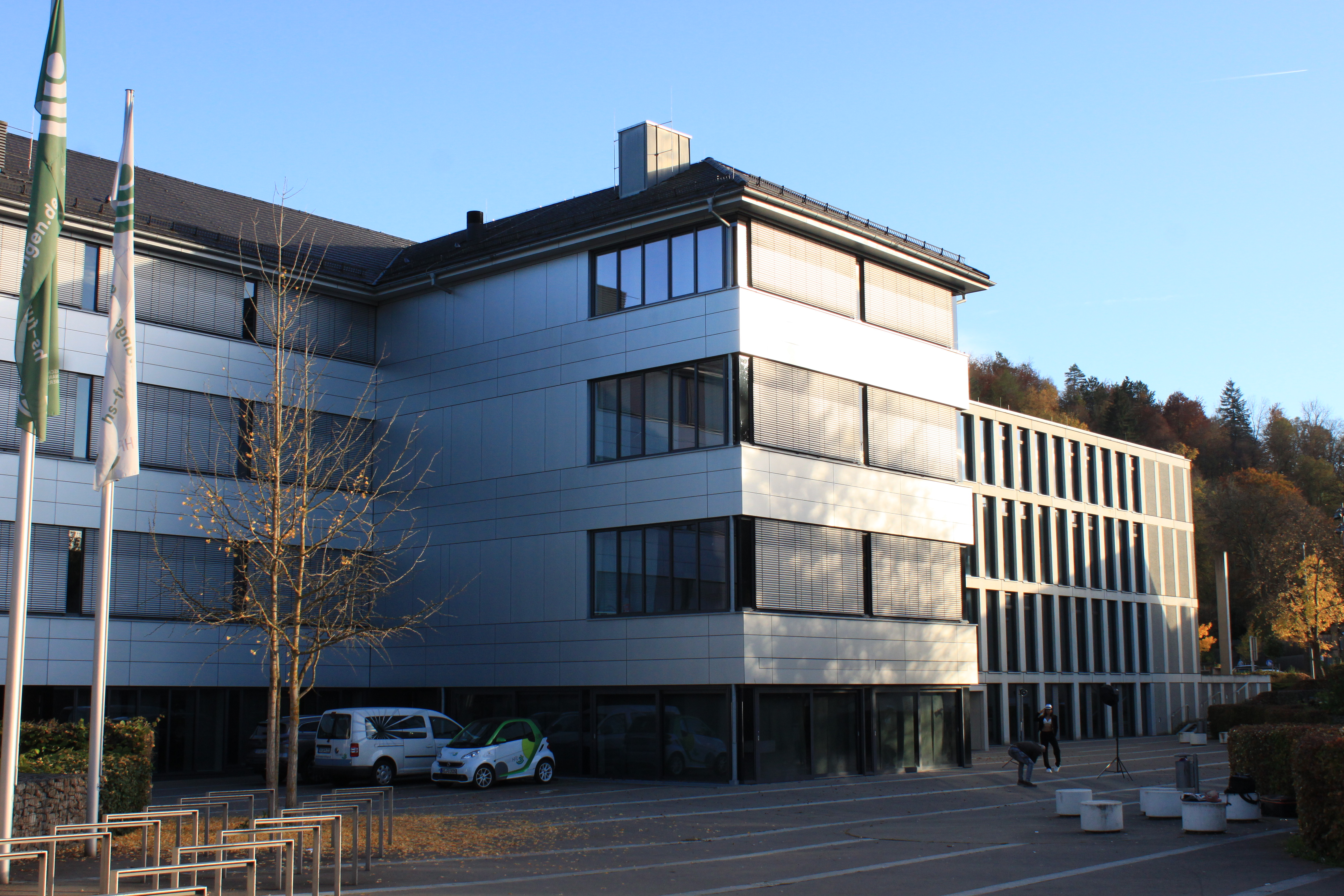
A-Gebäude des Campus Tuttlingen

Ein Campus als Außenstelle der Hochschule Furtwangen wurde zum Wintersemester 2009/2010 eingerichtet. Er nahm den Betrieb auf mit den neuen technischen Studiengängen Industrial medtec, Industrial Systems Design und Industrial Manufacturing mit jeweils 35 Studienanfängerplätzen. Mittlerweile bietet die Hochschule die Studiengänge Ingenieurpsychologie, Medizintechnik, Mechatronik u. digitale Produktion und Angewandte Materialwissenschaften an. Dazu kommen die jeweiligen Master-Studiengänge einschließlich Human Factors.

### Freizeit- und Sportanlagen
- Freizeit- und Thermalbad „TuWass“ mit staatlich anerkannter Heilquelle und großzügiger Saunalandschaft
- Kinopalast „Scala“ – modernes Großraumkino mit 5 Sälen
- Donaupark mitten in der Innenstadt mit großer Freiluft-Skater-Anlage, Kinderspielplätzen, Minigolfanlage, Garten Momo, Gärten der Partnerstädte, Sportplätzen und unterschiedlich gestalteten Uferbereichen. Der Donaupark entstand im Jahr 2003 zur „Trilogie 2003“ als Grünprojekt des Landes Baden-Württemberg und der Stadt Tuttlingen.
- Freibad (komplett überholt im Jahre 2005/2006) mit mehreren Rutschen, Strömungskanal und anderen Attraktionen
- Skihänge in Möhringen und Nendingen sowie in den Nachbarorten Wurmlingen (ohne Liftanlage) und Emmingen oder bei Böttingen (mit Liftanlage)

## Persönlichkeiten

### Ehrenbürger
Die Stadt Tuttlingen hat folgenden Personen das Ehrenbürgerrecht verliehen:
- 1888: Johann Gottfried Stengelin, Stiftungsgründer
- Christian Storz, Stadtschultheiß
- 1927: Christian Scheerer, Kommerzienrat und Mitbegründer des Unternehmens Aesculap, ehem. Jetter und Scheerer[33]

### EhrengeschenkKannitverstan
Die höchste derzeit verliehene Auszeichnung der Stadt ist der Kannitverstan. Sie ist das Pendant zur Ehrenbürgerwürde, welche nicht mehr verliehen wird. Im Moment haben ihn:
- Ernst Teufel (1979)

- Aimé Dezarens (1990)
- Otto Wichert (1990)
- Karl-Werner Bolzer (1995)
- Michael Ungethüm (2002)
- Erich Weber (2002)
- Heinz-Jürgen Koloczek (2003)
- Sybill Storz (2005)
- Dieter Egle (2007)[36]
- Anthia Peter und Kreszentiana Schips (2008)
- Volker Kauder (2010)
- Ortwin Guhl (2014)
- Herbert Moser (2014)
- Roland Martin (2017)

### Söhne und Töchter der Stadt

#### 16. Jahrhundert
- Johann Georg Gödelmann (1559–1611), Rechtsprofessor, Diplomat und Hexentheoretiker
- Heinrich Abermann (1583–1621), Historiker

#### 18. Jahrhundert
- Friedrich Christoph Mayer (1762–1841), geboren in Ludwigstal, reichsritterschaftlicher Amtmann, später Großherzoglich Hessischer Hofrat
- Jakob Schneckenburger (1769–1841), württembergischer Landtagsabgeordneter
- Christian Friedrich Hochstetter (1779 bis nach 1837), Verwaltungsjurist
- Ernst August Friedrich Rechfuß (1779–1854), württembergischer Landtagsabgeordneter
- Johann Konrad von Teuffel (1799–1854), Jurist und Politiker

#### 19. Jahrhundert
- Rudolf Beckh (1804–1886), württembergischer Landtagsabgeordneter
- Johannes Häberlin (1808–1849), Missionar in Indien
- Hermann Adolf von Stock (1809–1871), Theologe, Generalsuperintendent von Heilbronn
- Johannes Storz (1830–1918), württembergischer Landtagsabgeordneter
- Christian Storz (1832–1907), württembergischer Landtagsabgeordneter
- Adolf Groß (1835–1904), Ingenieur und Hochschullehrer
- Gottfried Jetter (1838–1903), Unternehmer und Gründer der Aesculap-Werke
- Walter Gmelin (1863–1943), Veterinärmediziner
- Christian Storz (1865–1943), Reichstags- und Landtagsabgeordneter
- Friedrich Steudel (1866–1939), Theologe
- Hermann Stengelin (1871–1948), württembergischer Landtagsabgeordneter
- Paul Knapp (1879–1953), evangelischer Pfarrer und Pazifist, Gründer der Deutschen Friedenspartei
- Richard Scheerer (1887–1982), Augenarzt, Hochschullehrer
- Hermann Dold (1892–1953), Unternehmer und Politiker (CDU), Landtagsabgeordneter
- Erich Schariry (1892–1974), Landrat des Landkreises Tuttlingen (1946–1947)
- Hermann Mattheiß (1893–1934), SA-Führer und Polizist sowie einer der Getöteten des sogenannten Röhm-Putsches

#### 20. Jahrhundert
- Ernst Bärtschi (1903–1983), Schweizer Fluchthelfer
- Gustav Lotterer (1906–1987), Komponist, Arrangeur und Dirigent
- Iris Hahs-Hofstetter (1908–1986), Malerin und Grafikerin
- Max Kohler (1911–1982), Physiker und Hochschullehrer
- Karl Storz (1911–1996), Unternehmer
- Leonie Fürst (1912–1996), Ärztin
- Roland Martin (* 1927), Bildhauer
- Bernhard Braun (1929–2009), Fußballspieler
- Heinz Eyrich (1929–2015), Jurist und Politiker der CDU
- Manfred Beltz Rübelmann (1931–2015), Verleger
- Adolf Laufs (1935–2014), Rechtswissenschaftler, Rektor der Universität Heidelberg (1979–1982)
- Volker Schäfer (1935–2025), Historiker und Archivar
- Roland Hauser (1938–2023), Richter
- Paul Laufs (* 1938), Ingenieur und Politiker
- Gerhard Fezer (1938–2014), Rechtswissenschaftler und Hochschullehrer
- Walter Seifritz (* 1939), Schweizer Physiker, Kerntechniker
- Klaus Hopt (* 1940), Wirtschaftsrechtler und ehemaliger Direktor am Max-Planck-Institut
- Dietlinde Stengelin (* 1940), Künstlerin
- Manfred Weiss (* 1940), Rechtswissenschaftler, Hochschullehrer
- Anne Birk (1942–2009), Schriftstellerin
- Joy Markert (* 1942), Schriftsteller, Hörspiel- und Drehbuchautor
- Karl-Heinz Rühle (1942–2024), Mediziner, Universitätsprofessor und Fachautor
- Ulrich Kuder (* 1943), Kunsthistoriker
- Jürgen Lässig (1943–2022), Autorennfahrer
- Reinhold Böhme (1944–2000), Mathematiker
- Reiner Kohler (1944–1995), Travestiekünstler „Gordy“ des bekannten Duos Mary & Gordy
- Hans-Werner Schock (* 1946), Diplom-Ingenieur, Photovoltaikforscher, Hochschullehrer und ehemaliger Direktor am Helmholtz-Zentrum Berlin für Materialien und Energie
- Herbert Moser (* 1947), SPD-Politiker, 1976–1992 und 1996–2006 MdL Baden-Württembergs, Ministerialrat, Geschäftsführer der Landesstiftung Baden-Württemberg
- Wolfgang Volz (* 1948), Fotograf, vor allem durch seine Zusammenarbeit mit dem Künstlerpaar Christo und Jeanne-Claude bekannt
- Gisbert Wüstholz (* 1948), Mathematiker
- Werner Graf (* 1949), Literaturwissenschaftler
- Hariolf Schlichtig (* 1950), 19 Jahre lang Mitglied des Cherubini-Quartetts, Solist und seit 1987 Professor für Viola und Kammermusik an der Staatlichen Hochschule für Musik und Theater München
- Fritz Buschle (* 1951), SPD-Politiker, Landtagsabgeordneter
- Dieter Teufel (* 1951), Präsident der IHK Schwarzwald-Baar-Heuberg 1998–2018
- Rainer Kling (* 1952), Amateurastronom und Asteroidenentdecker
- Wilfried Schlagenhauf (* 1952), Pädagoge, Hochschullehrer
- Bernhard Beck (* 1954), Jurist und Vorstandsmitglied der EnBW Energie Baden-Württemberg
- Tilman Becker (* 1954), Agrarökonom, Hochschullehrer und Glücksspielexperte
- Hildegard König (* 1954), römisch-katholische Theologin und Hochschullehrerin
- Wolfgang Storz (* 1954), ehemaliger Chefredakteur der Frankfurter Rundschau (2002–2006)
- Helmut Rühl (* 1955), Schauspieler
- Erich Wintermantel (1956–2022), Arzt und Medizintechniker
- Frank Druffner (* 1959), Kunsthistoriker, stellvertretender Generalsekretär der Kulturstiftung der Länder
- Clemens Stroppel (* 1959), Generalvikar von Rottenburg-Stuttgart
- Christoph Frick (* 1960), Theaterregisseur
- Hans-Peter Storz (* 1960), Abgeordneter im Landtag Baden-Württemberg (SPD)
- Hans-Ulrich Rülke (* 1961), Politiker (FDP), Landtagsabgeordneter
- Peter Braun (* 1962), Mittelstreckenläufer
- Michael Alber (* 1963), Dirigent, erster Chordirektor an der Staatsoper Stuttgart
- Klaus Bacher (* 1964), Richter am Bundesgerichtshof
- Joachim Schreiber (* 1964), katholischer Kirchenmusiker und Komponist
- Frank Teufel (* 1966), Bildhauer
- Volker Schwenck (* 1967), Journalist
- Ulrike Mohr (* 1970), Künstlerin
- Maria-Lena Weiss (* 1981), Politikerin (CDU)
- Steffen Tanneberger (* 1983), Verwaltungsjurist
- Felix Czerny (* 1984), Basketballspieler und -trainer
- Martin Gassner-Herz (* 1985), Mitglied des Deutschen Bundestages
- Gordon November (* 1985, bürgerlich Gordon Sven Buschle), Liedermacher, Sänger und Pianist
- Maik Schutzbach (* 1986), Fußballspieler
- Lisa Steinkamp (* 1990), Leichtathletin
- Laura Weihenmaier (* 1991), Volleyballspielerin

#### 21. Jahrhundert
- Marco Frohberg (* 2001), Volleyballspieler

### Personen, die in Verbindung zu Tuttlingen stehen
- Johann Peter Hebel (1760–1826), Autor der Kalendergeschichte Kannitverstan, die von einem Tuttlinger Handwerksburschen handelt
- Robert von Mohl (1799–1875), Landtagsabgeordneter für Tuttlingen und Vertreter von Tuttlingen in der Paulskirche 1848
- Max Schneckenburger (1819–1849), Dichter des patriotischen Liedes Die Wacht am Rhein, besuchte in Tuttlingen die Lateinschule
- Theodor Ehninger (1834–1890), Posthalter in Tuttlingen und Landtagsabgeordneter
- Karl Elsener (1860–1918), Schweizer Messerschmied und Gründer von Victorinox, verbrachte seine Lehrjahre in Paris und Tuttlingen
- Eduard Quintenz (1888–1977), NSDAP-Politiker, 1938–1946 Landrat in Tuttlingen, übergab 1945 die Stadt an die Franzosen
- Carolus Vocke (1899–1979), Kunstmaler, Bildhauer, in Kriegsgefangenschaft im Lager Mühlau, bis 1957 im Kreis Tuttlingen tätig
- Fritz Erler (1913–1967), SPD-Politiker, 1947–1949 Landrat in Tuttlingen und 1949–1967 MdB des Wahlkreises Tuttlingen–Rottweil
- Hedwig Meermann (1913–2000), SPD-Politikerin, 1961–1976 MdB des Wahlkreises Tuttlingen-Rottweil
- Richard Becker (* 1926 in Stuttgart), Journalist, Redakteur und Intendant, absolvierte 1947 das Abitur an der Oberschule in Tuttlingen
- Heiner Geißler (1930–2017), CDU-Politiker, lebte als Kind mehrere Jahre in Tuttlingen
- Martin Mußgnug (1936–1997), NPD-Bundesvorsitzender, errang 1987 bei der Tuttlinger Oberbürgermeisterwahl 15 %
- Sybill Storz (* 1937), Unternehmerin, Geschäftsführerin des Tuttlinger Unternehmens Karl Storz Endoskope
- Gudrun Ensslin (1940–1977), Mitglied der RAF, verbrachte wesentliche Teile ihrer Kindheit und Jugend in Tuttlingen
- Horst Herrmann (1940–2017), Kirchenjurist und -kritiker, wuchs in Tuttlingen auf
- Michael Ungethüm (1943–2022), ehemaliger Vorstandsvorsitzender der Tuttlinger Aesculap AG (1983–2009)
- Doris Soffel (* 1948), Opernsängerin (Mezzosopran)[37]
- Volker Kauder (* 1949), CDU-Politiker, MdB für den Wahlkreis Tuttlingen–Rottweil mit Wahlkreisbüro in Tuttlingen
- Edith Schreiner (* 1957), Oberbürgermeisterin von Offenburg (CDU), arbeitete insgesamt 14 Jahre am Landratsamt Tuttlingen
- Hans Martin Dober (* 1959), Theologe, ist seit 2003 Pfarrer an der Versöhnungskirche Tuttlingen
- Helmut Michael Brand (* 1959),  Kirchenmusiker und Komponist, ist seit 1985 Bezirkskantor an der Stadtkirche Tuttlingen
- Guido Wolf (* 1961), CDU-Politiker, ehemaliger Landrat des Landkreises Tuttlingen, ehemaliger Justizminister und Landtagspräsident von Baden-Württemberg und MdL mit Wahlkreisbüro in Tuttlingen
- Niko Reith (* 1969), FDP-Politiker, MdL für den Wahlkreis 55 Tuttlingen – Donaueschingen
- Hanns-Peter Knaebel (* 1968), ehemaliger Vorstandsvorsitzender der Aesculap AG (2009–2017)
- Marlis Petersen (* 1968), Sängerin
- Susanne Kennedy (* 1977), Regisseurin, wuchs in Tuttlingen auf
- Simon Gröger (* 1985), war in der Wirtschaftsförderung der Stadt Tuttlingen tätig